# Музей історії мистецтв
Художньо-історичний музей (нім. Kunsthistorisches Museum), у вітчизняних джерелах часто Музей історії мистецтв — найбільший серед художніх музеїв Австрії, розташований в місті Відень. Належить до числа найбільших музеїв світу, у зібраннях якого зберігаються прославлені шедеври західноєвропейського мистецтва. Відрізняється як багатством своїх мистецьких колекцій, так і їх різноманітністю. Відкритий 17 жовтня 1889 року. Музей є власністю держави і знаходиться під її охороною, у веденні Міністерства культури.
До складу музею входять: Колекція Єгипту та Близького Сходу, Колекція грецьких та римських старожитностей, Картинна галерея, Кунсткамера, Нумізматичний кабінет і наукова бібліотека; в Нойє-Бург — музей Ефеса, Колекція зброї та обладунків і Колекція історичних музичних інструментів. Також музею підпорядковуються Театральний музей, Музей карет, Етнологічний музей та Замок Амбрас у Тіролі.
У 2009 році генеральним директором музею стала історик мистецтва Сабіна Хааг.

## Історія

### Оформлення колекцій в музей

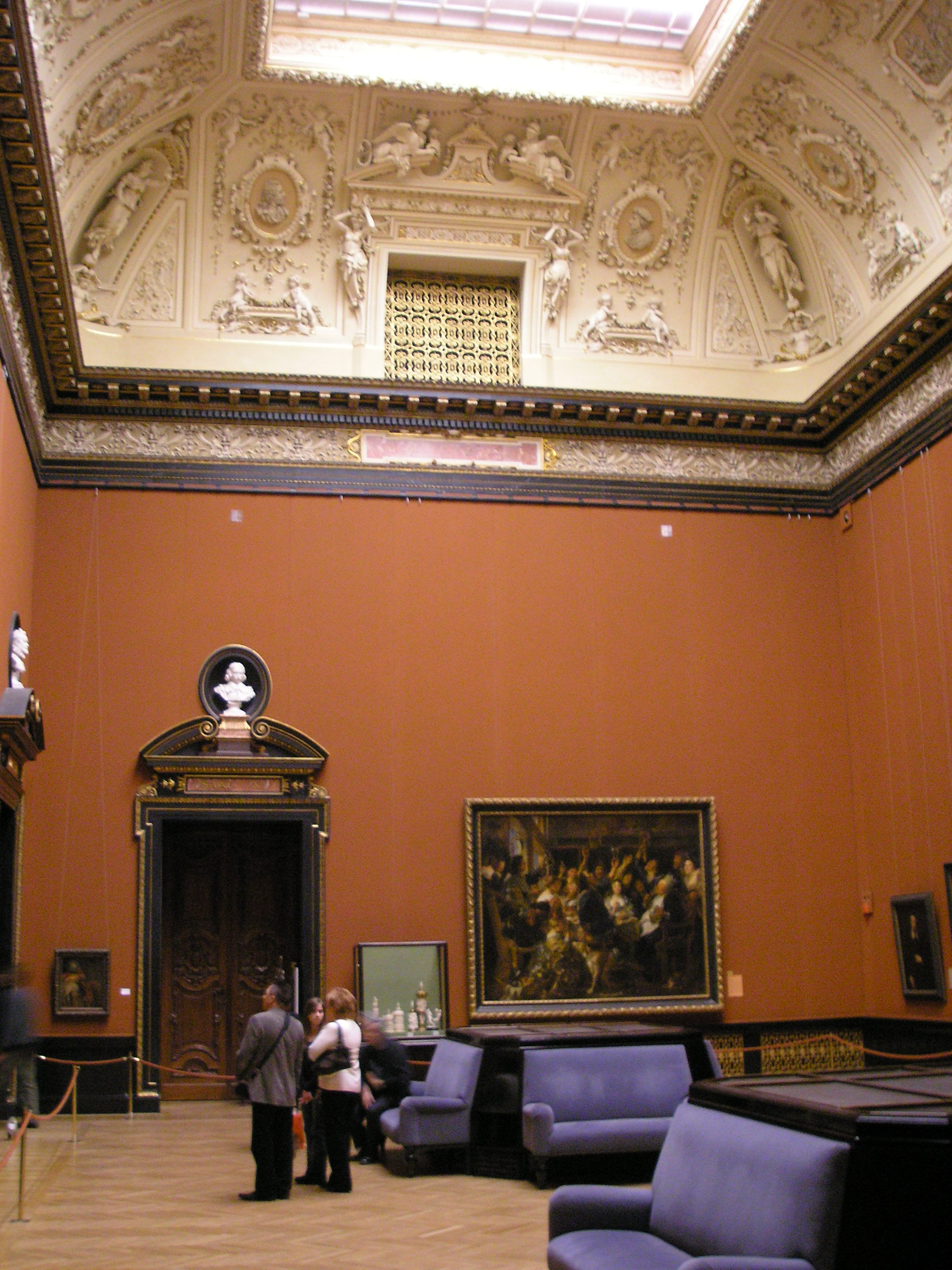
Інтер'єр однієї із зал музею

Офіційно музей засновано 1889 року. Багаті мистецькі колекції австрійського імператорського двору оформили в музей в другій половині 19 ст. В цей період вже існували подібні музеї, що виникали на основі королівських колекцій в інших країнах та мистецьких центрах (у Дрездені на базі колекцій саксонського курфюрста, в Берліні на базі колекцій пруського короля, в Петербурзі на базі колекцій російських імператорів — Ермітаж).
У Відні вирішили створити не один, а два музеї з показом і природничих, і мистецьких колекцій в пандан. Так у Відні виникли:
- Природничо-історичний музей
- Художньо-історичний музей. Вони і розташовані були поряд, створюючи значний архітектурний ансамбль, нехай і в несамостійних формах еклектики.

### Архітектор Земпер у Відні
Готфрід Земпер не був австрійцем. Він працював у різних столицях Європи (Лондоні та Парижі, Дрездені) і був знаний як архітектор виставок. У Лондоні Земпер якраз і був задіяний на будівництві Міжнародної промислової виставки 1851 року. В Дрездені Земпер завершив формування недобудованого Цвінґера, пов'язавши бароковий ансамбль з будівлею нової картинної галереї та нового театру (опера Земпера, або Саксонська державна опера Дрездена.).
Після цього він отримав запрошення від імператора Австрії Франца Йосифа на працю у Відень. Йому доручили реконструкцію міської резиденції імператора — Гофбург. Досвідчений архітектор, Готфрід Земпер підойшов до реконструкції як до містобудівного проєкту. І створив проєкт з декількома величними спорудами, що включали два музеї, новий театр, Манеж, монумент австрійській імператриці Марії Терезії, і все це в новому саду в стилі необароко. Земпер вже був продовжувачем барокової стилістики в ансамблі Цвінґер, закінчуючи ансамбль архітектора Матеуса Пепельмана. В реконструкції Гофбурга Земпер став продовжувачем стилістики віденського бароко, використовуючи і його форми, і планувальні настанови. Звичайно ж, розкішна архітектура Земпера слугувала імператорському двору і його уславленню. Архітектор навіть пов'язав вісь нового Гофбургу з давньоримською Віндобоною. Саме там був колись палац римського намісника в австрійських землях і саме там помер римський імператор Марк Аврелій. Архітектор своїм ансамблем підкреслював символічний зв'язок австрійських імператорів з імператорами Стародавнього Риму, що лестило Францу Йосипу.
Цей конфлікт між мистецтвом та суворою реальістю Австро-Угорщини відчували сучасники, але демократизувати архітектуру і розв'язати суспільні конфлікти практика Земпера не могла. Величний ансамбль, запроєктований Земпером, так і не був втілений в реальність повністю. Але два великих музейних приміщення Відень та імператор отримали.

### Будівля музею

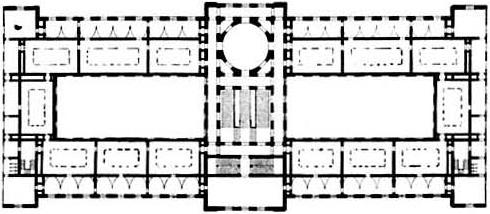
План музейної споруди
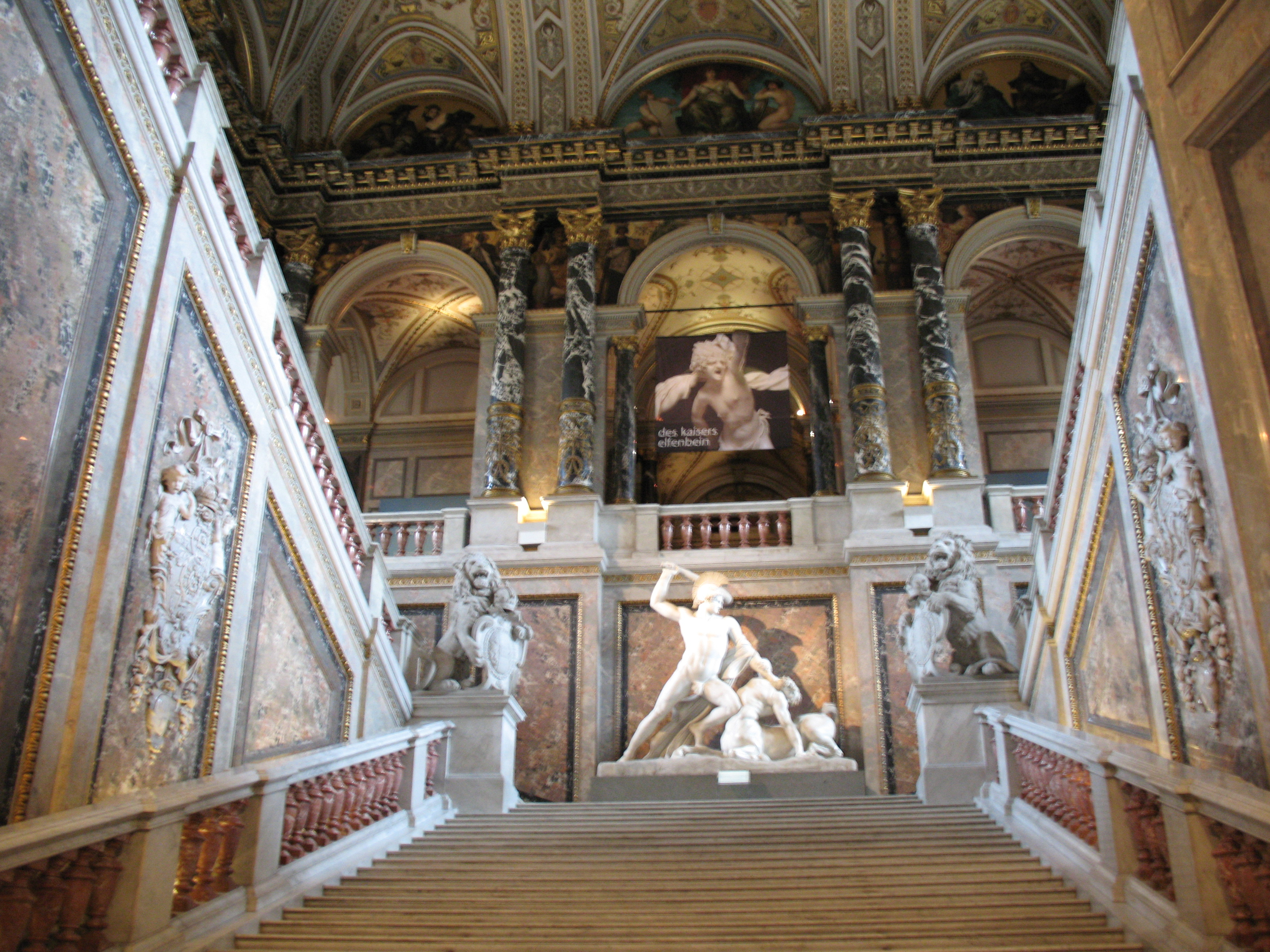
Парадні сходи
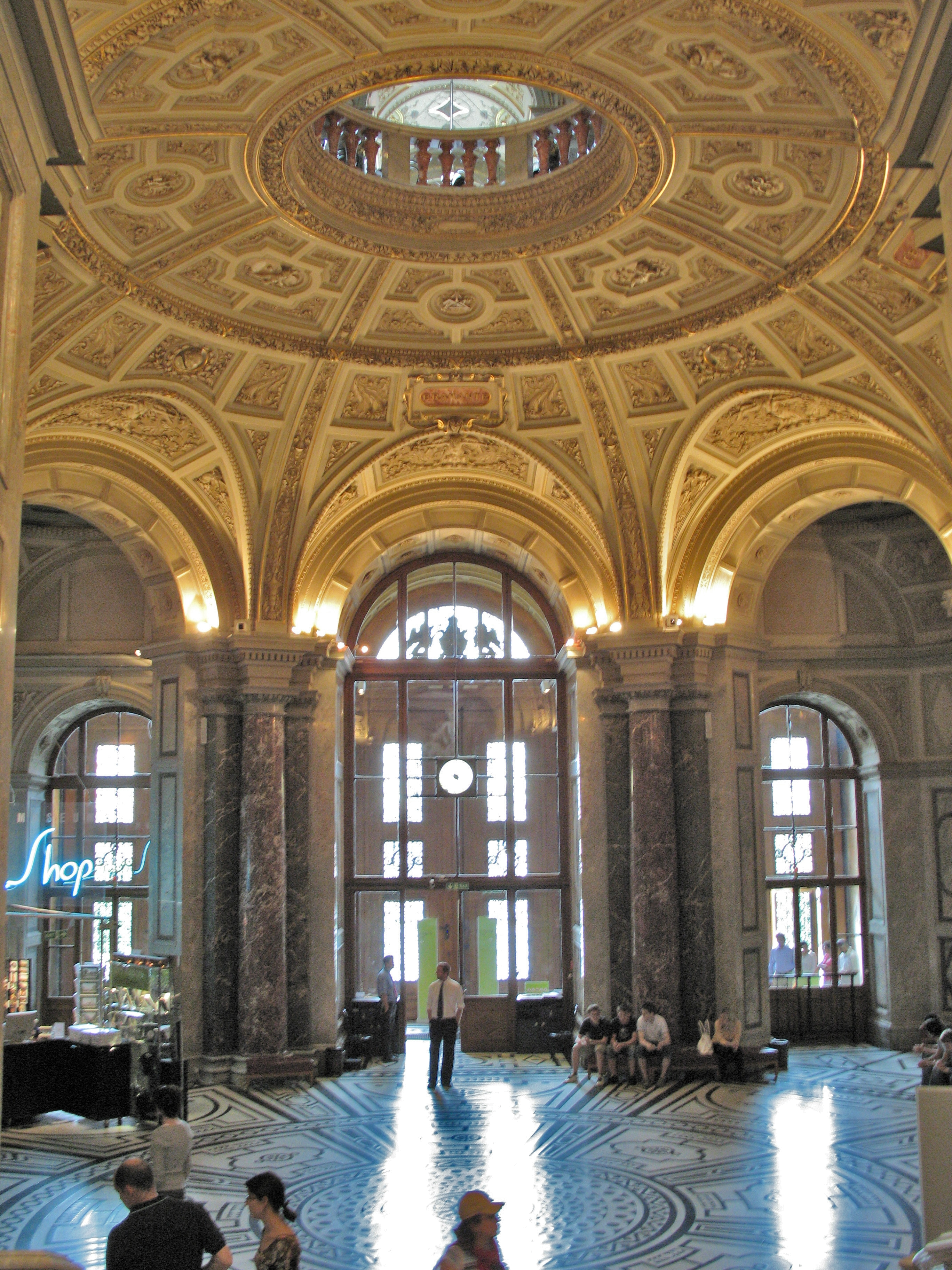
Склепіння головного входу
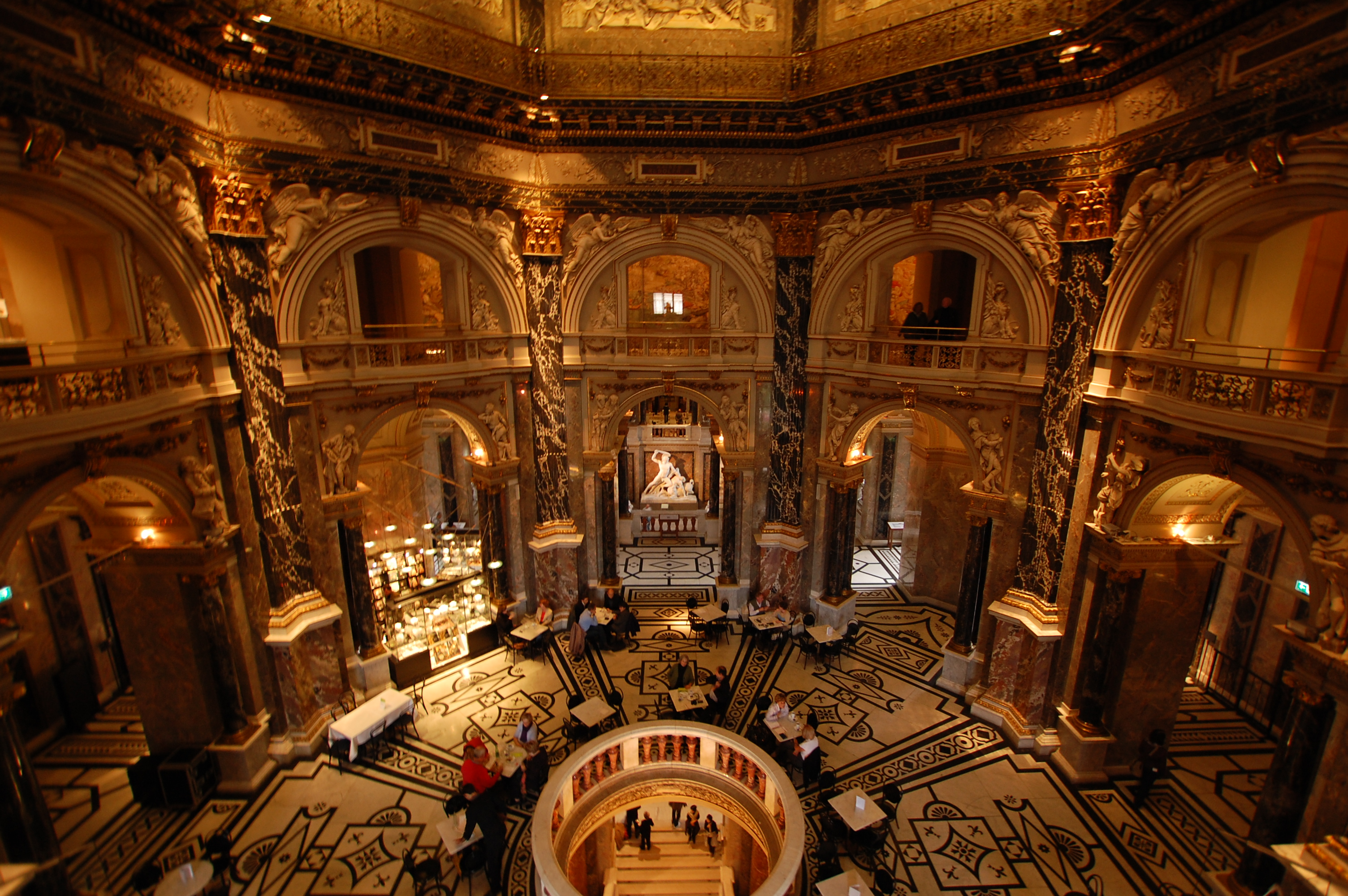
Інтер'єр кафе другого поверху
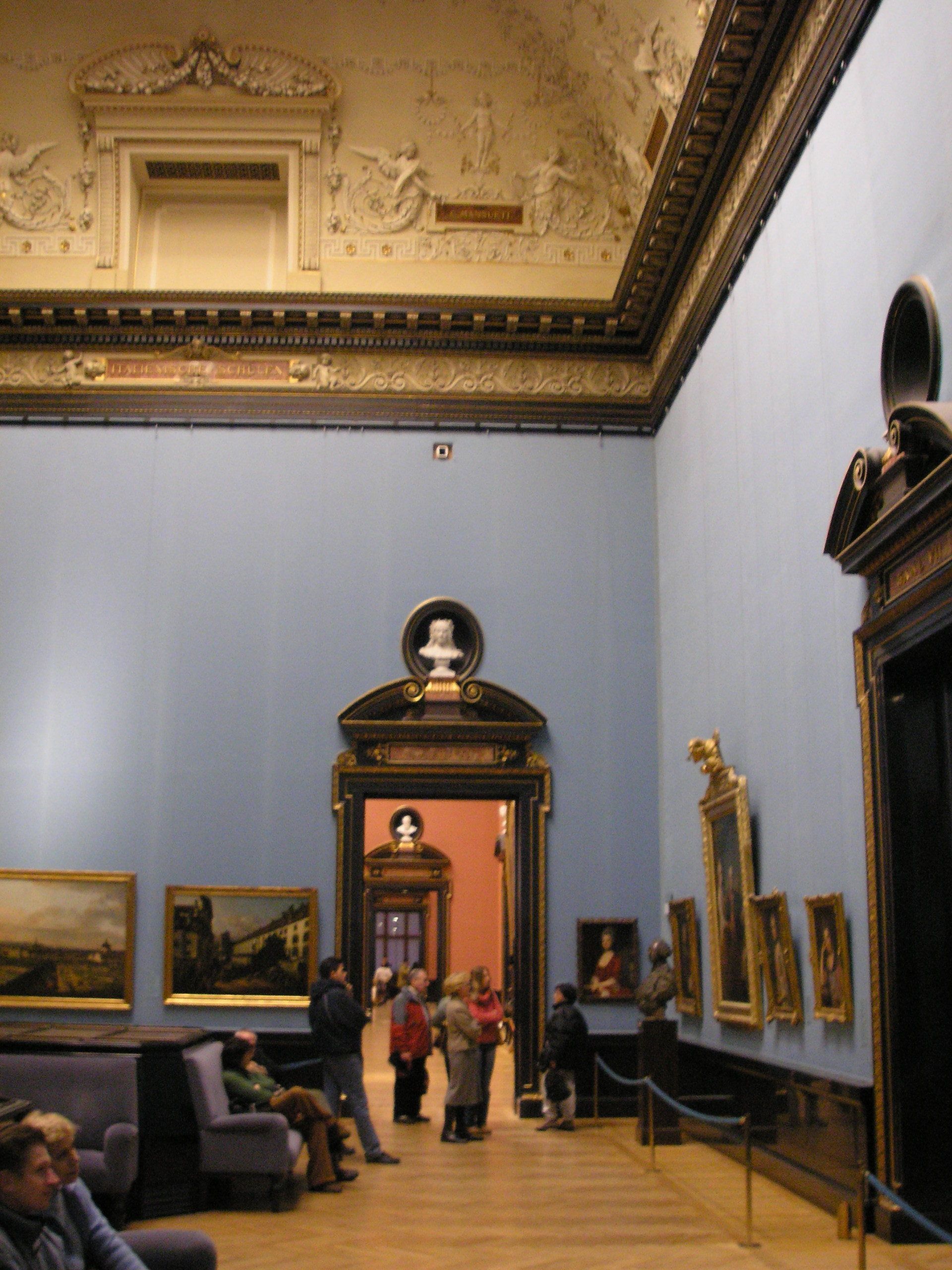
Музейна зала

### Картинна галерея ерцгерцога

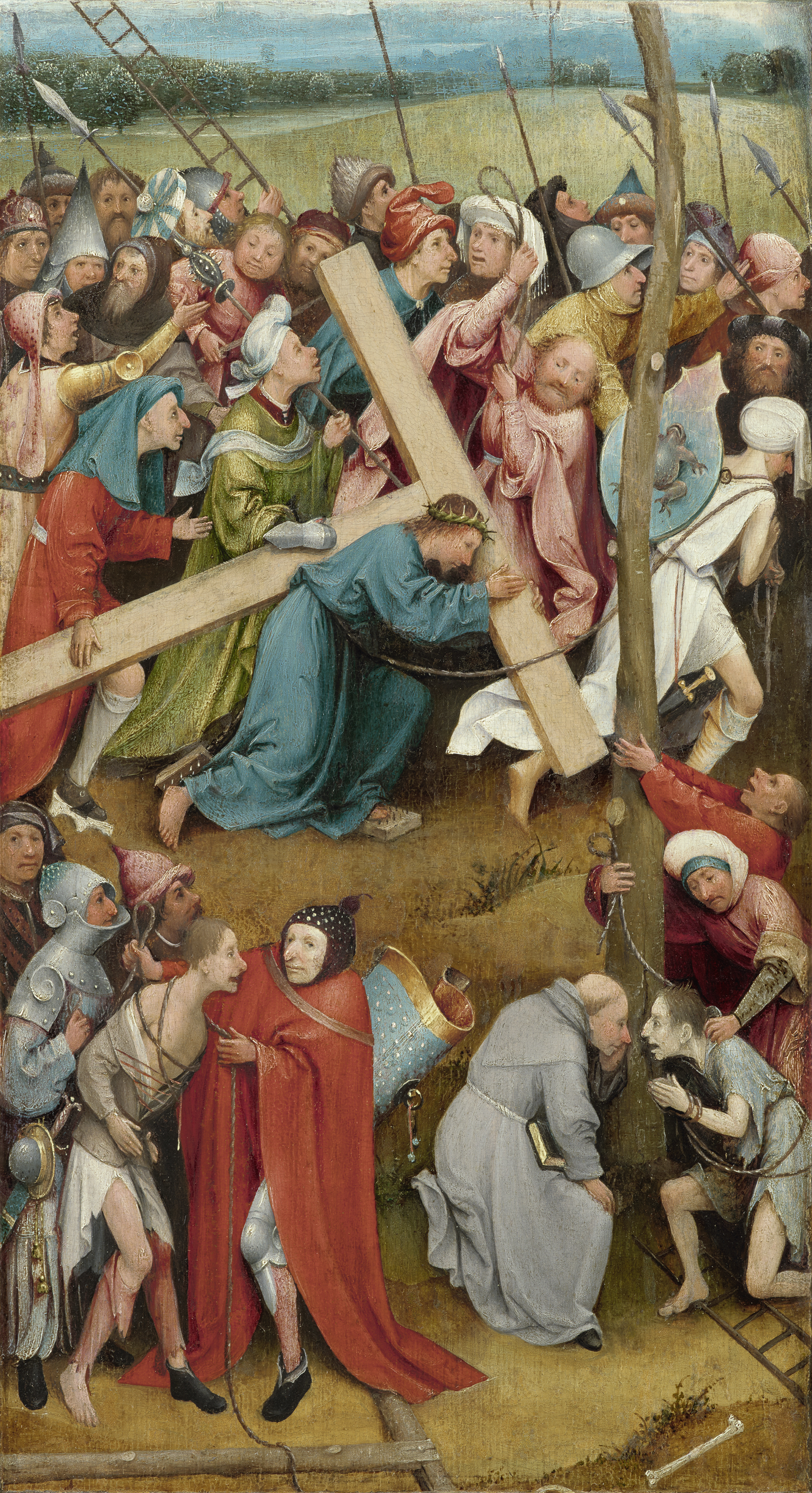
«Несіння хреста» Ієронімус Босх

Зведення Вавилонської вежі, Пітер Брейгель Старший

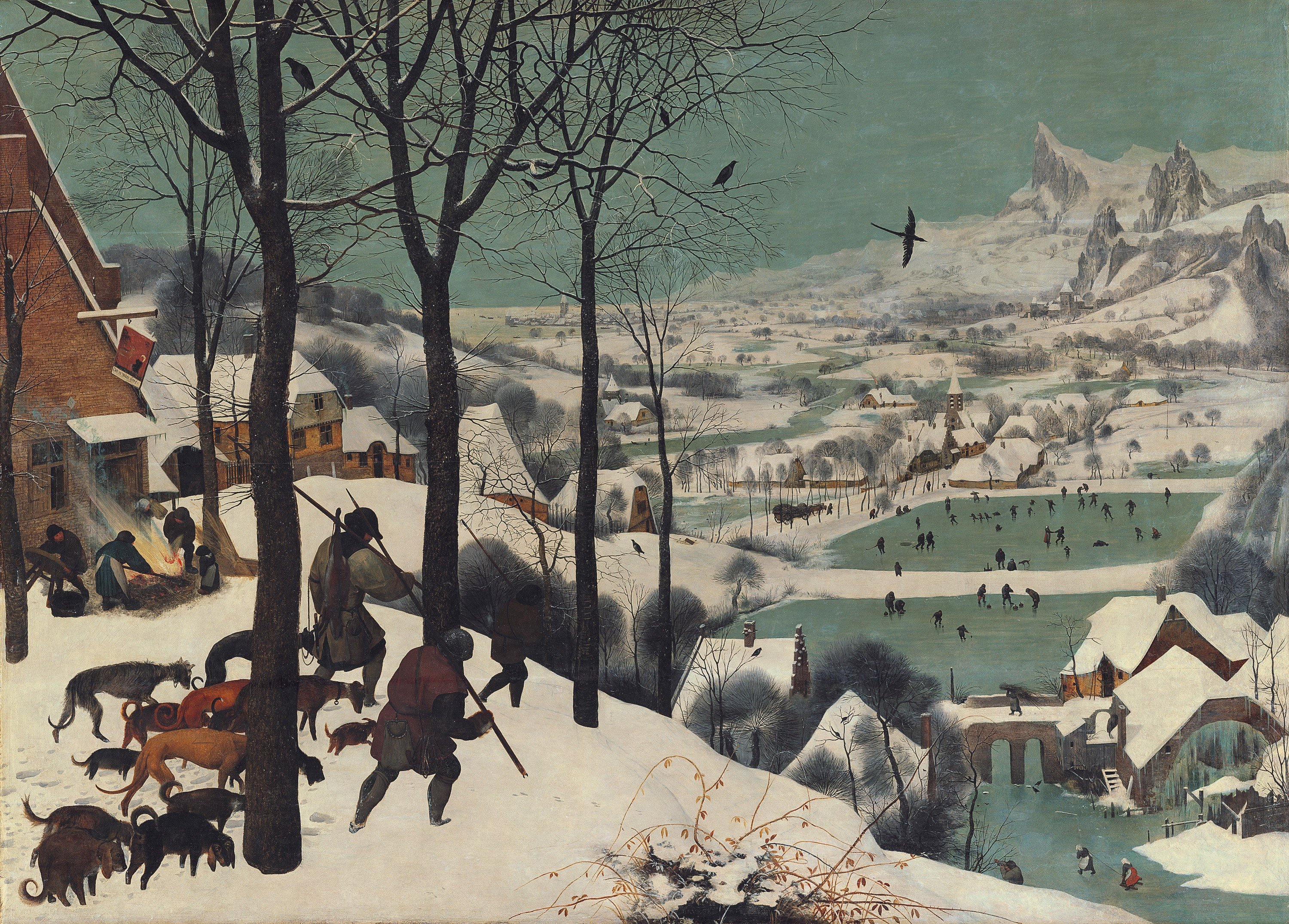
Мисливці на снігу, Пітер Брейгель Старший

Австрійські Габсбурги були пов'язані родинними зв'язками з королівським двором Іспанії. До складу Іспанії в Європі входили і Південні Нідерланди, Фландрія (нині Бельгія) Віддаленою від Мадрида та Відня багатою провінцією керували намісники. Один з них австрійський ерцгерцог Леопольд Вільгельм (1614—1662).
Перебування у Фландрії той використав для придбання мистецьких колекцій. Збиранню картин сприяв мистецький ринок, що розмістився в місті Брюссель.Сюди на продаж звозили витвори мистецтва як з провінцій, так і з Італії чи Англії. За короткий термін ерцгерцог створив значну мистецьку збірку картин нідерландських, італійських, фламандських, німецьких, голландських майстрів, яку вивіз у Відень. Цю збірку століттями доповнювали картинами та творами мистецтва з різних країн і міст. У Відень вивезли найкращу частину кабінету курйозів імператора Рудольфа II, що ненадовго переносив столицю у Прагу.
По смерті принца Євгена Савойського його картинна галерея перейшла до імператорських колекцій також.

### Найслабша ділянка музею
Найслабша ділянка музею — мистецтво Франції. Австрійська імперія століттями мала значні труднощі в стосунках з королями Франції, що значно відбилося на мистецьких колекціях. Художньо-історичний музей у Відні (в порівнянні з Ермітажем) має незначні твори саме у французькому відділі, де зібрані випадкові або не найкращі зразки мистецтва Франції. Наявність декількох творів Жана Фуке та митців 17 століття лише підкреслюють значні лакуни у мистецьких збірках. Картини Франсуа Клуе, Пуссена, портрети Гіацинта Ріго та Дюплессі — справляють враження випадково отриманих речей.
Ненабагато більше представлені митці Франції 19 століття (Каміль Коро, Клод Моне), але не найкращими творами, що давно розійшлися по музейним збіркам самої Франції, США, Британії, Росії.
Другий слабкий розділ — мистецтво Англії. Але це типова ситуація для європейських музеїв, де взагалі мало картин майстрів Британії. Виняток лише один і він не в Європі — це Сполучені Штати, де є капітальні твори митців Англії різних періодів.

### Мистецтво Італії

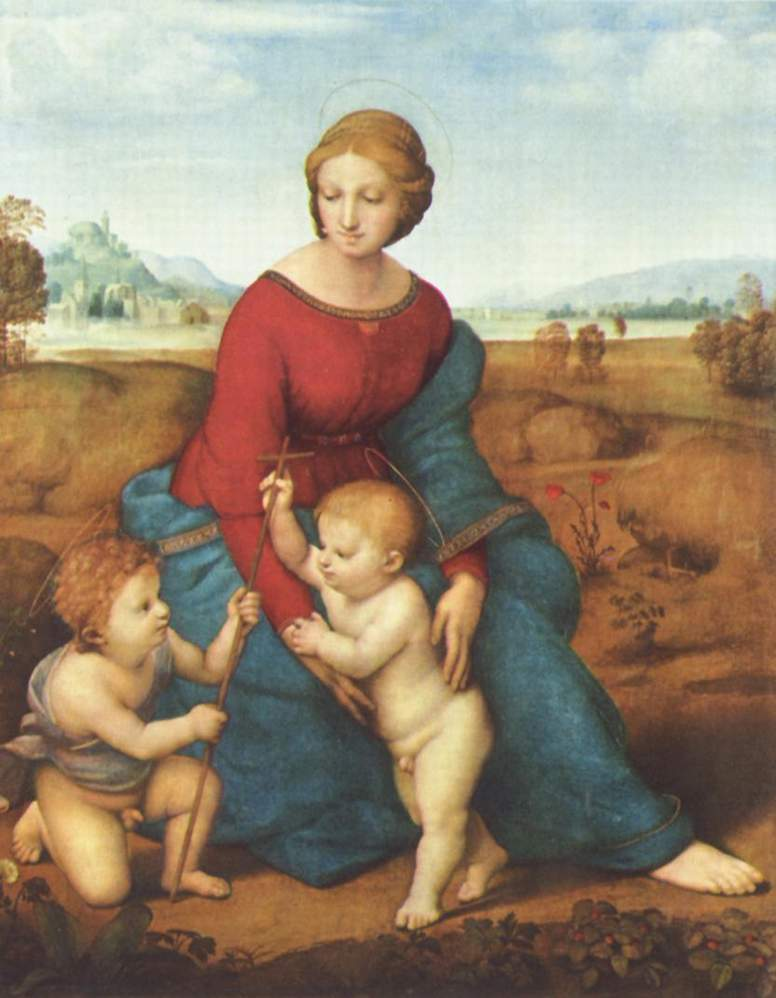
Рафаель Санті. «Мадонна на луці»

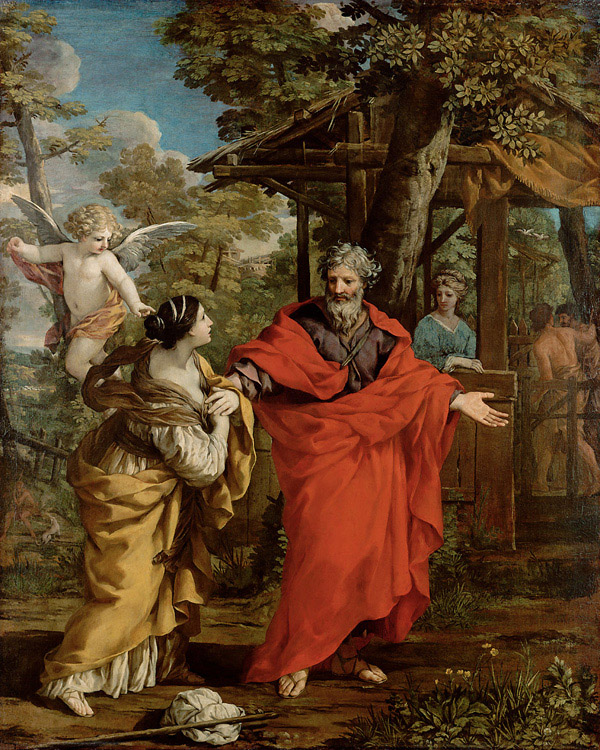
Повернення Агари, П'єтро да Кортона

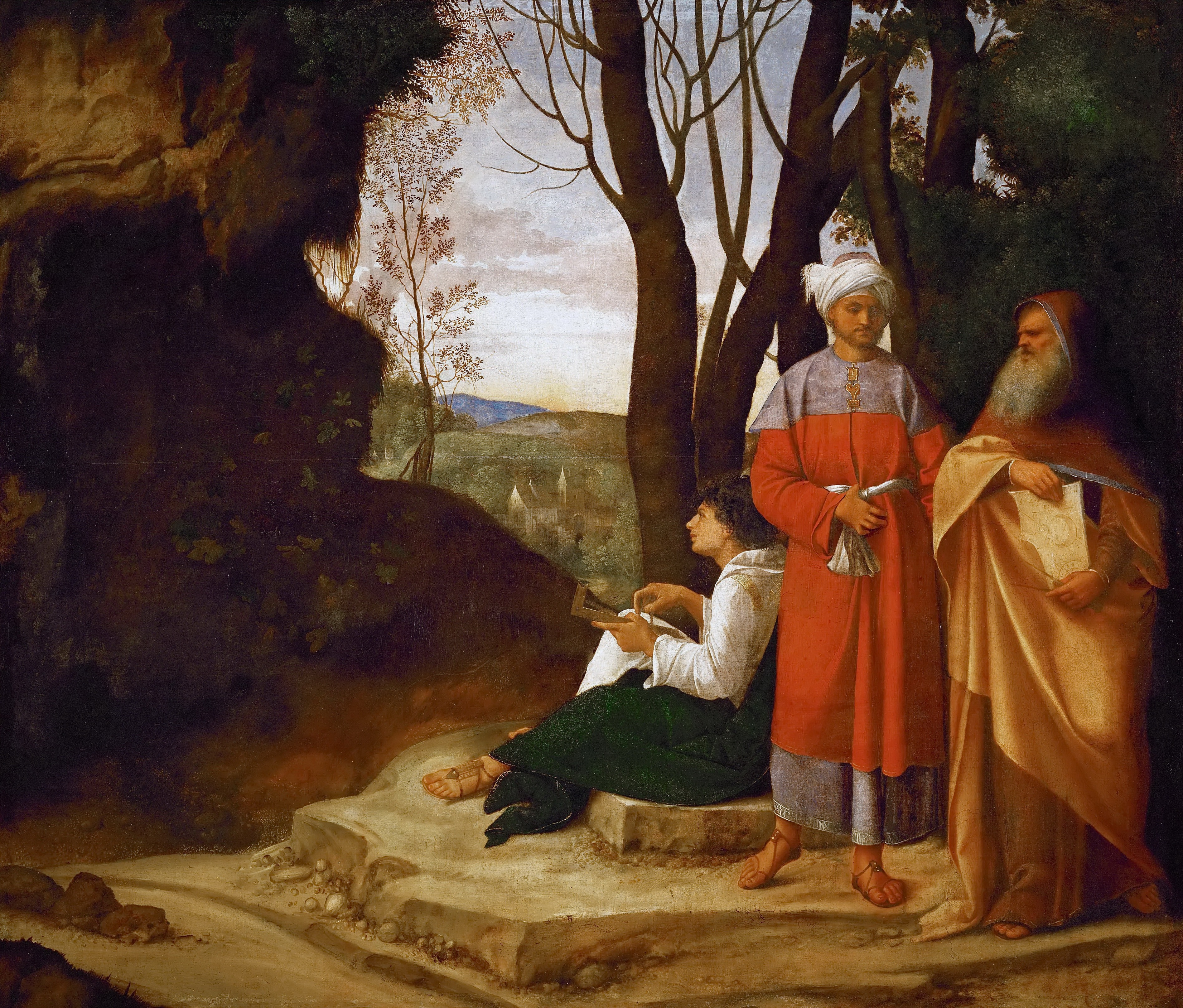
«Три філософи», Джорджоне

Північні землі сучасної Італії довгий час входили до складу Австрії, бо були захоплені під час війни. У Відень десятиліттями вивозили картини з Італії, а італійські митці (архітектори, садівники, композитори, музиканти, актори) десятиліттями працювали в різних містах та в столиці Австрійської імперії. У Відні накопичилися такі значні мистецькі колекції з Італії, що був період обміну між країнами з метою повернення в Італію хоча би частини національного культурного надбання. Саме у Відні зберігають ювелірні вироби Бенвенуто Челліні, яких не зберегли ні в Італії, ні у Франції.
Особливість зібрання Художньо-історичного музею — найкращі твори майже всіх мистецьких стилів Італії — раннє та Високе Відродження, маньєризм, бароко, караваджизм, майстри ведути 18 століття тощо. Майстри Італії і досі представлені капітальними творами в збірці Художньо-історичного музею, серед яких:
- Мантенья
- Перуджино
- Рафаель Санті
- Джорджоне
- Тиціан
- Джузепе Арчімбольдо
- Джованні Белліні
- Лоренцо Лотто
- Тінторетто
- Паоло Веронезе
- Моретто да Бреша
- Мороні
- Караваджо
- Гверчіно
- Ораціо Джентілескі
- Джузеппе Марія Креспі
- Джордано Лука
- Бернардо Строцці
- П'єтро да Кортона
- Алессандро Маньяско
- Доменіко Фетті
- Бернардо Белотто

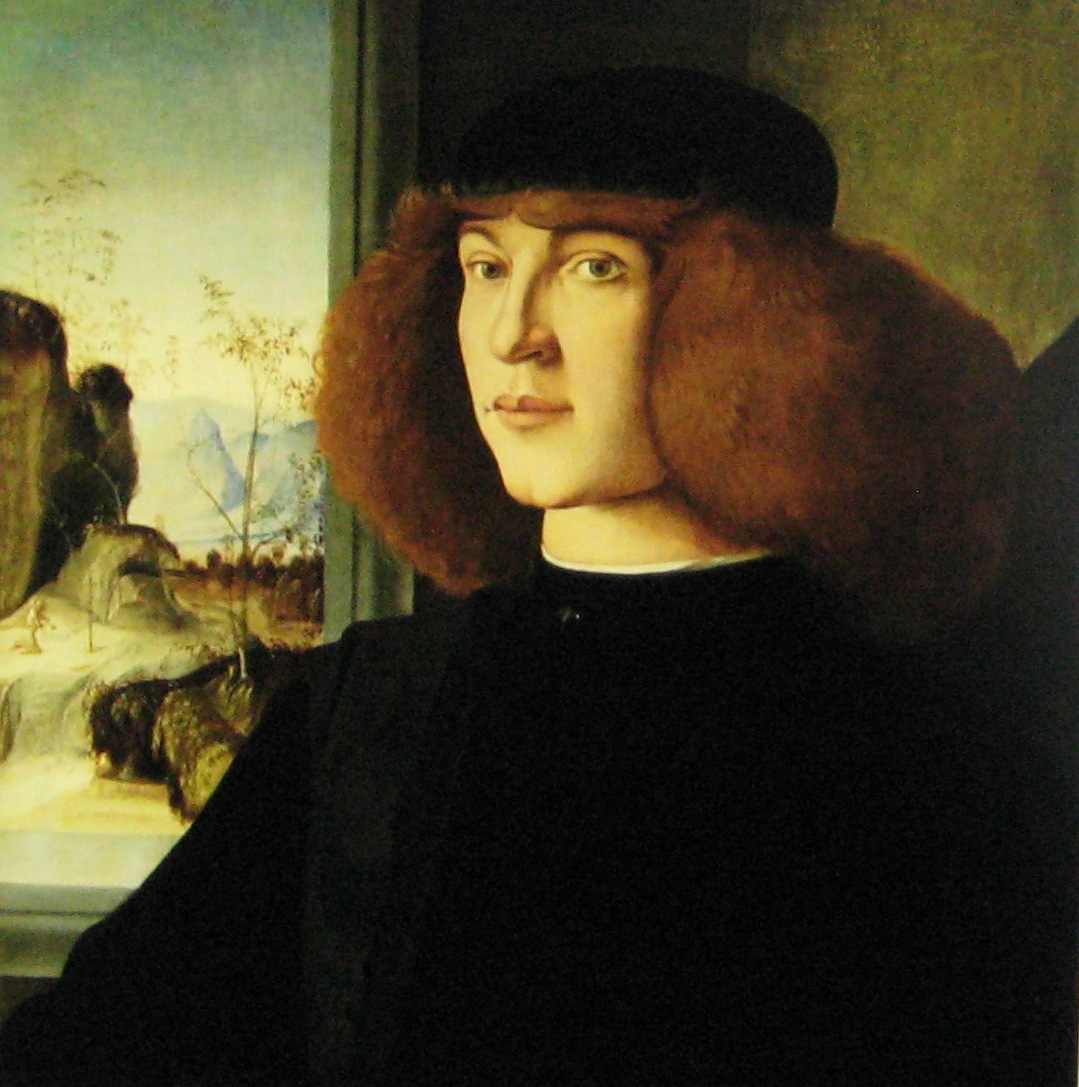
Марко Пальмеццано. «Портрет невідого в чорному», 1490-і рр. Музей історії мистецтв, Відень
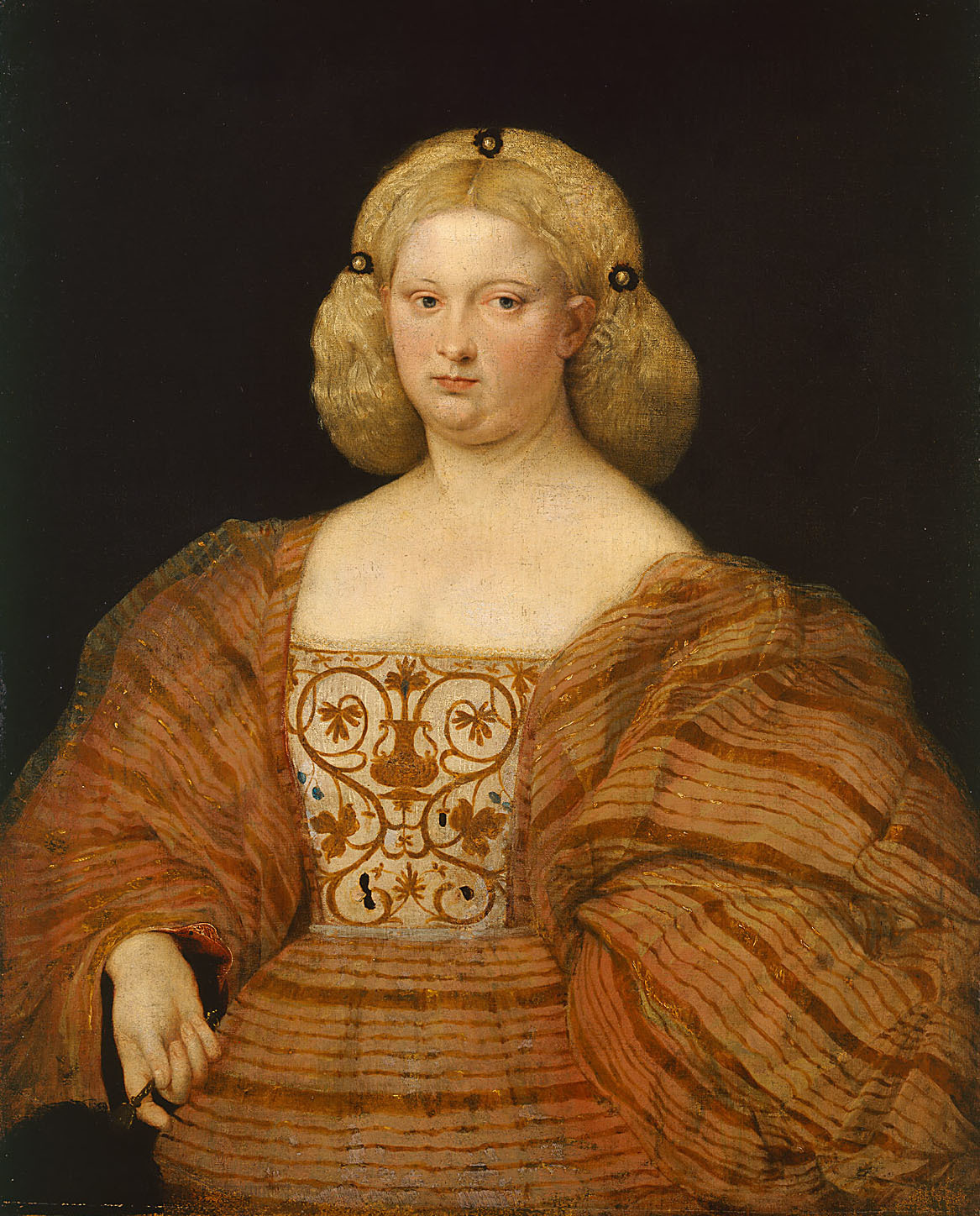
Джованні Каріані. «Портрет невідомої білявки»
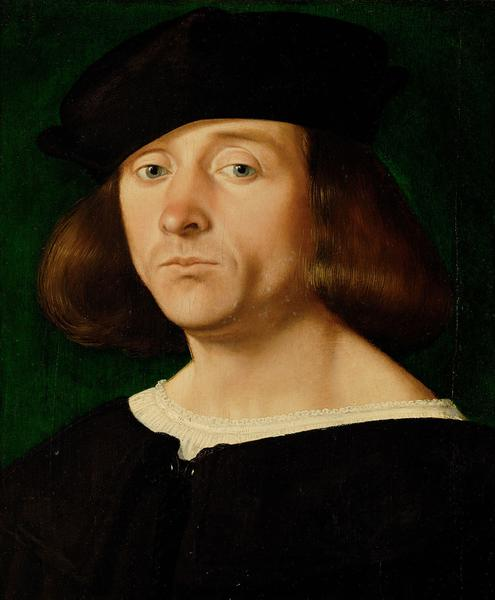
Андреа Превіталі. «Портрет невідомого», бл. 1510
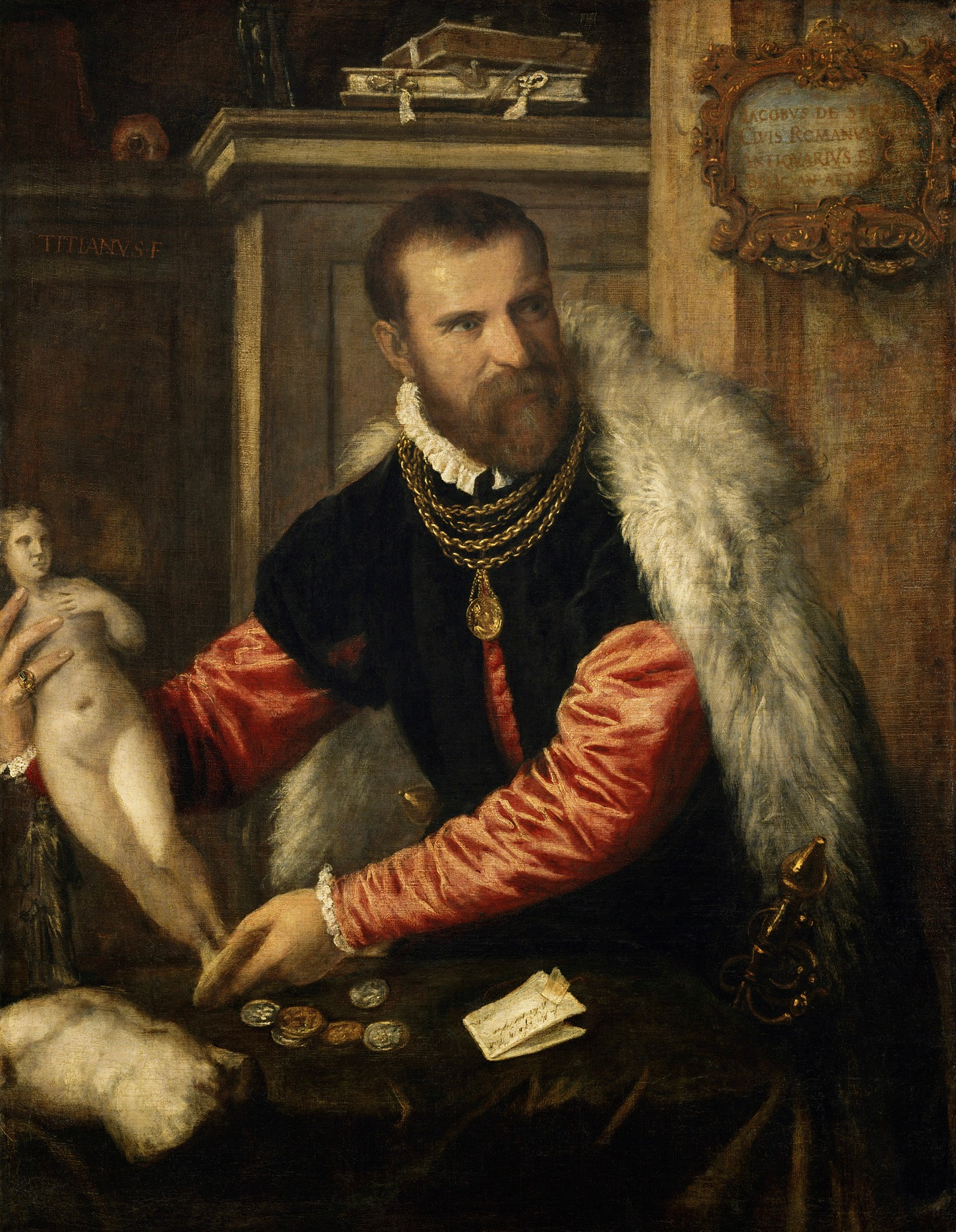
Тіціан, «Портрет Якопо Стради», 1566–1567
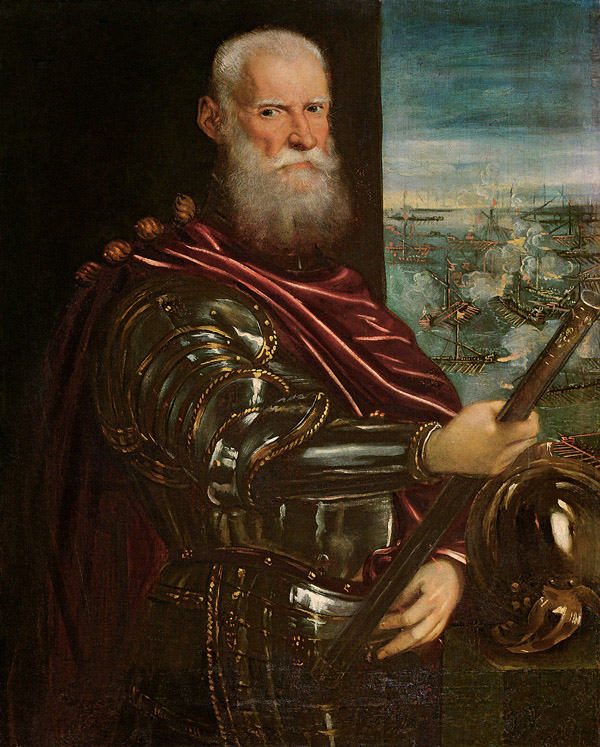
Тінторетто. «Дож Себастьяно Веньєр — герой битви при Лепанто».
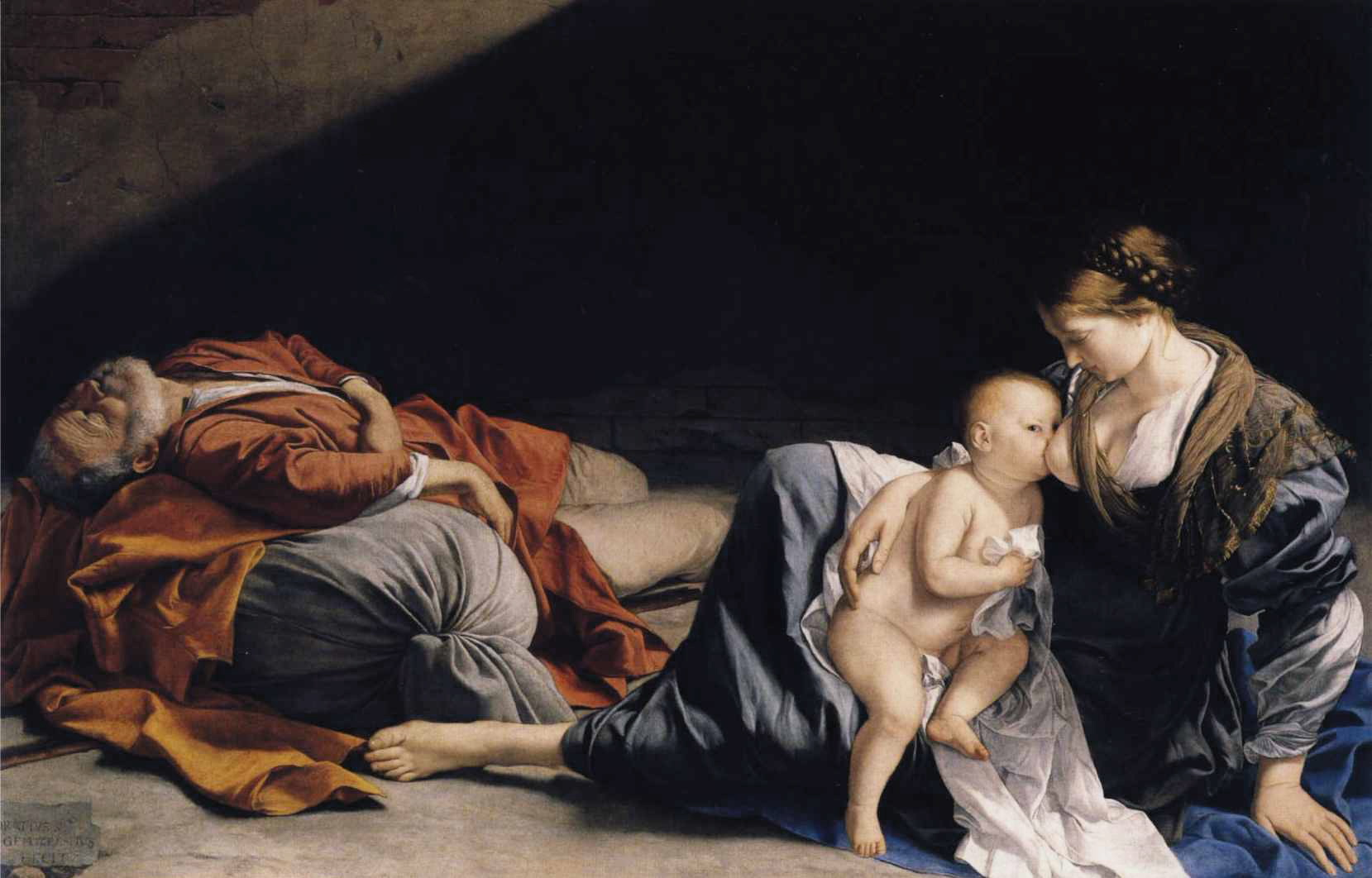
Ораціо Джентілескі. «Відпочинок Св. Родини на шляху до Єгипту», до 1626 р., Музей історії мистецтв, Відень

### Живопис доби маньєризму
Він був перехідним етапом між мистецтвом відродження та бароко і деякий час співіснував з обома стилістичними напрямками, хоча з бароко — набагато більше. Мистецтвознавці пов'язують появу маньєризму з розчаруванням в ідеях відродження і значною ідейною кризою 16 століття. Віденський королівський двір радо вітав представників нової мистецької течії, звідки б вони не були. Австрійський двір швидко став одним з потужних центрів маньєризму в Західній Європі. А наявність майстрів маньєризму в різних кутках Австрійської «лоскутної імперії» збагатила мистецьку збірку творами маньєристів Нідерландів, Італії, навіть Франції, стосунки з якою не були тісними. Наприкінці 16 ст,. під час короткого переносу столиці з Відня у Прагу, столичне місто само стало відомим центром маньєризму, де працювали Арчімбольдо, Адріан де Вріс, Ганс фон Аахен, Бартоломеус Шпрангер. Пізніше їх твори перевезли у Відень, створивши значну колекцію відповідного мистецького стилю.

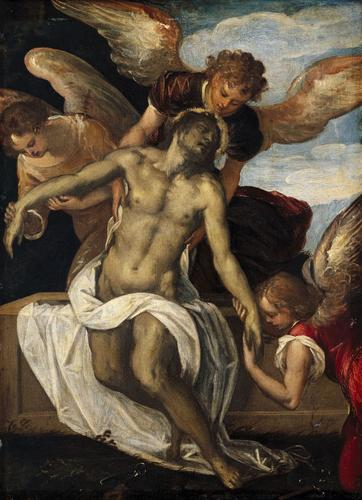
Якопо Пальма молодший, «П'єта»
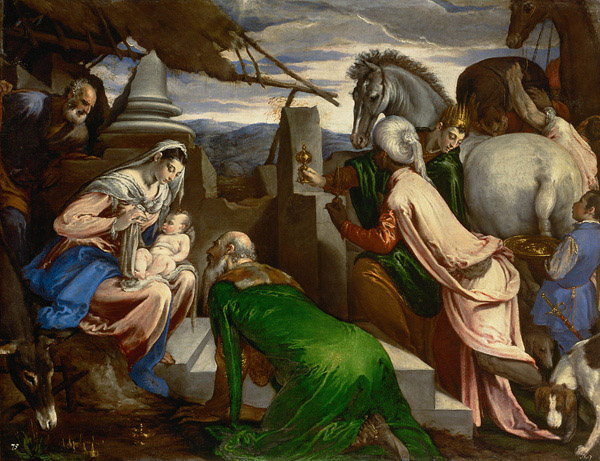
Якопо Бассано, «Поклоніння волхвів»
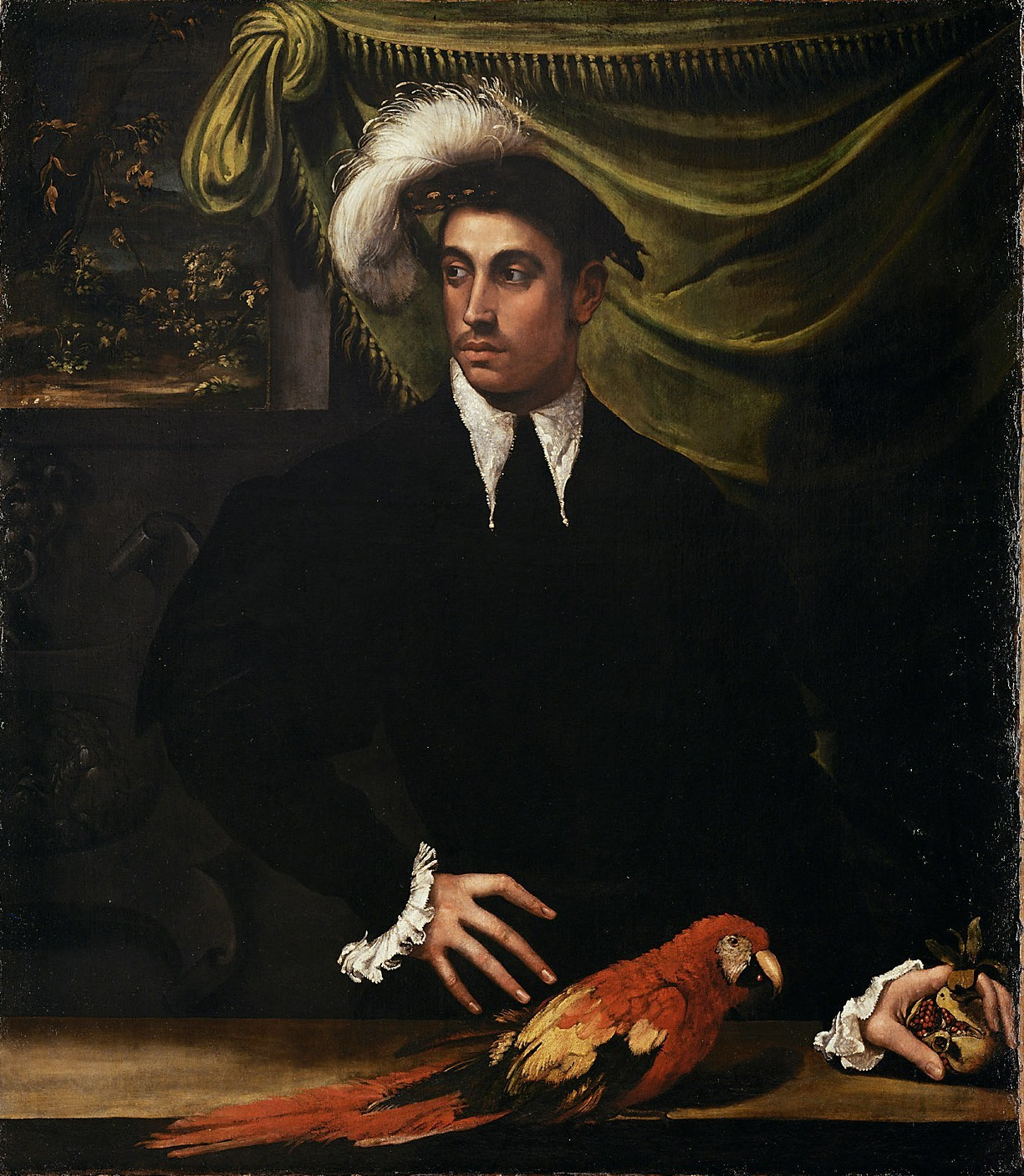
Нікколо дель Аббате, «Молодик з папугою»
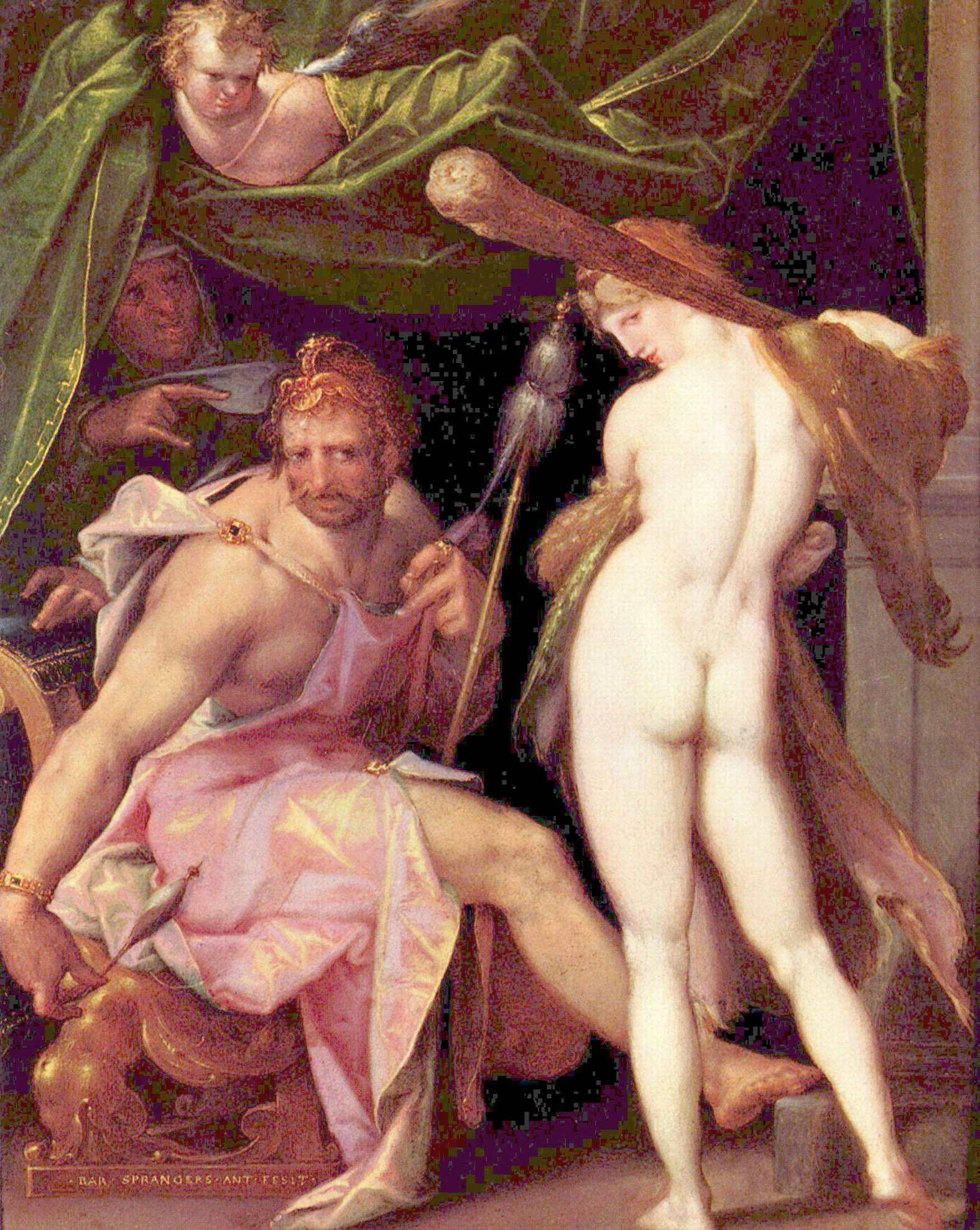
Бартоломеус Шпрангер, «Геракл у полоні в Омфали», 1600

### Деякі картиниАрчімбольдо

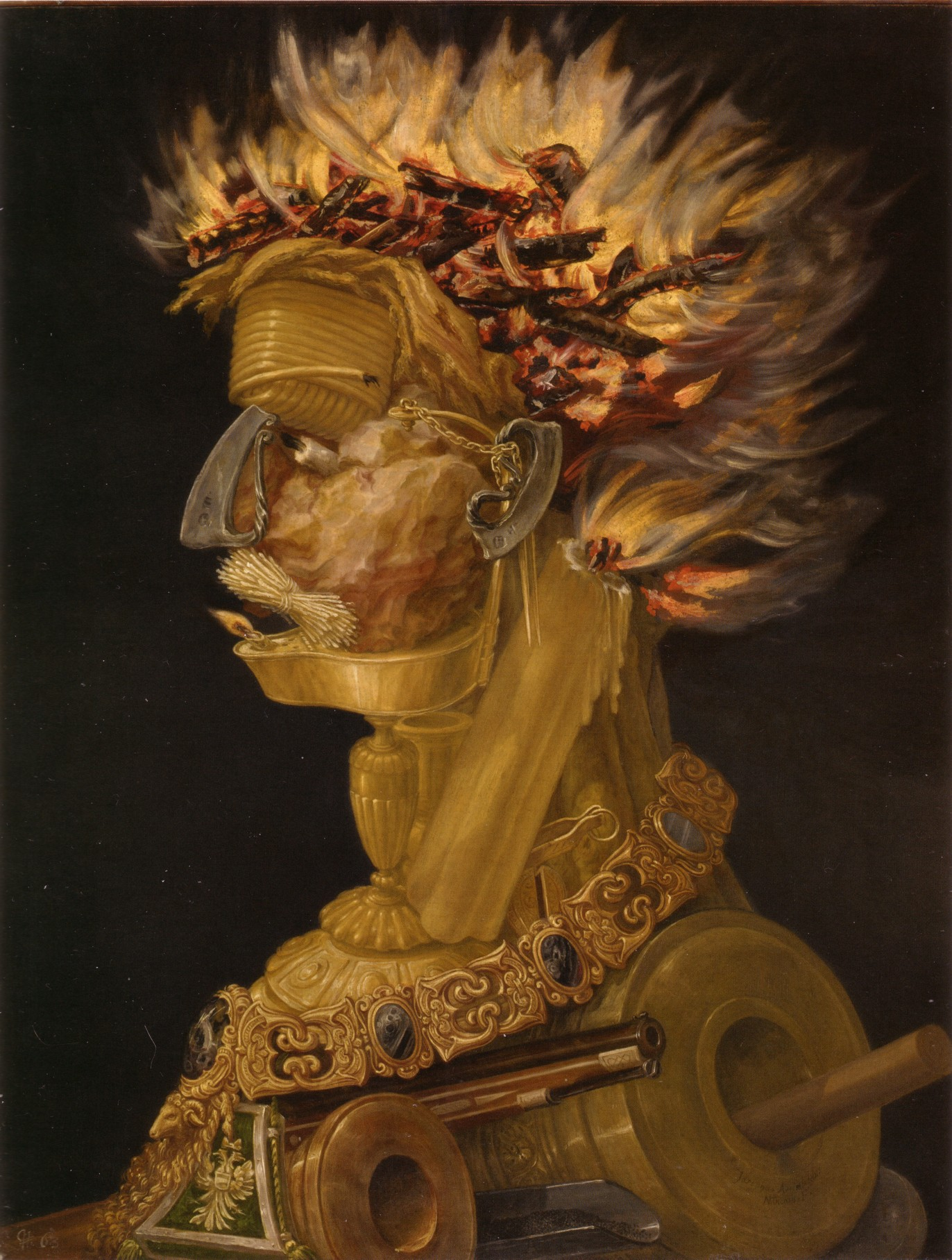
Вогонь, серія «Стихії»
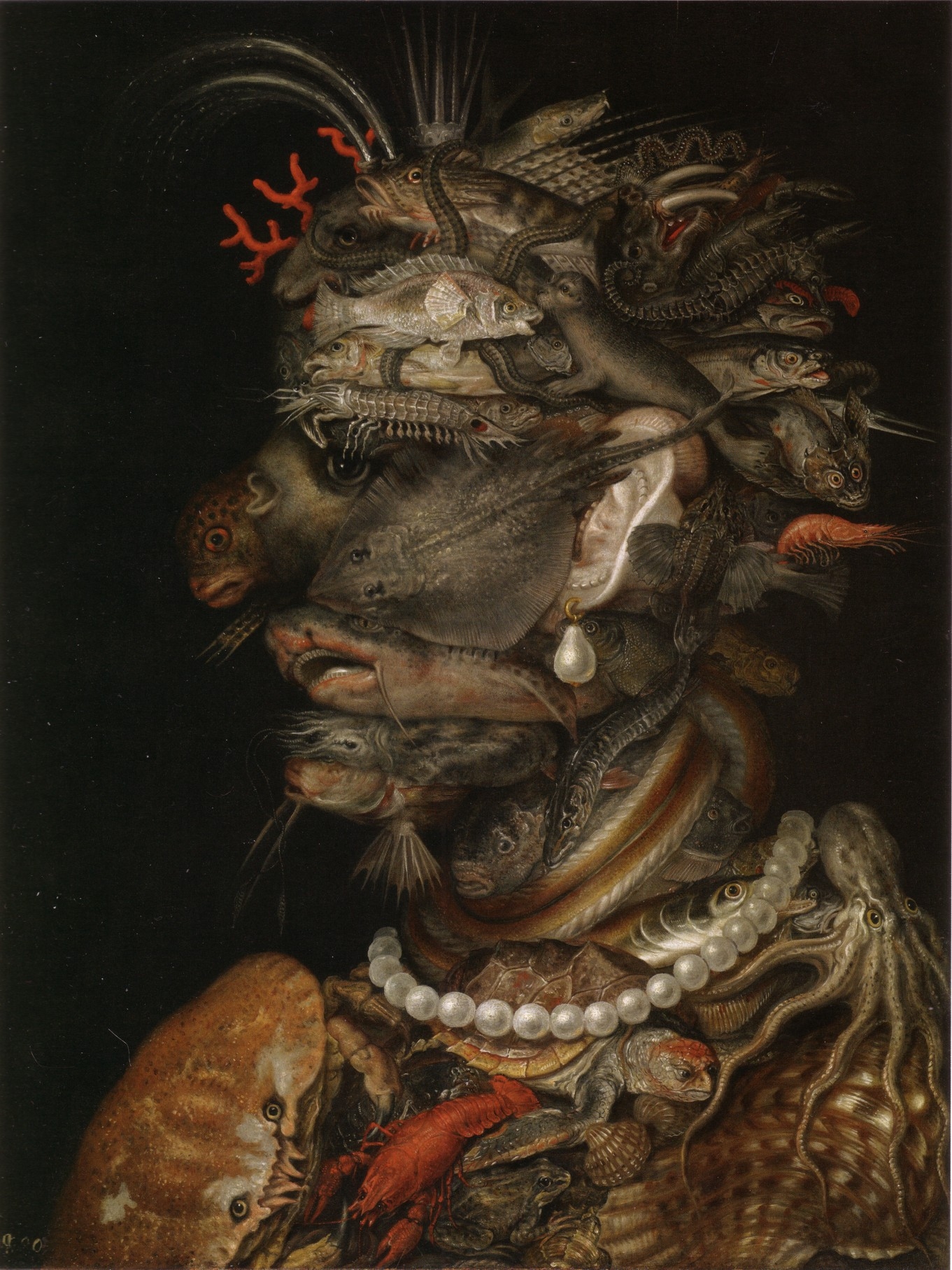
Вода, серія «Стихії»
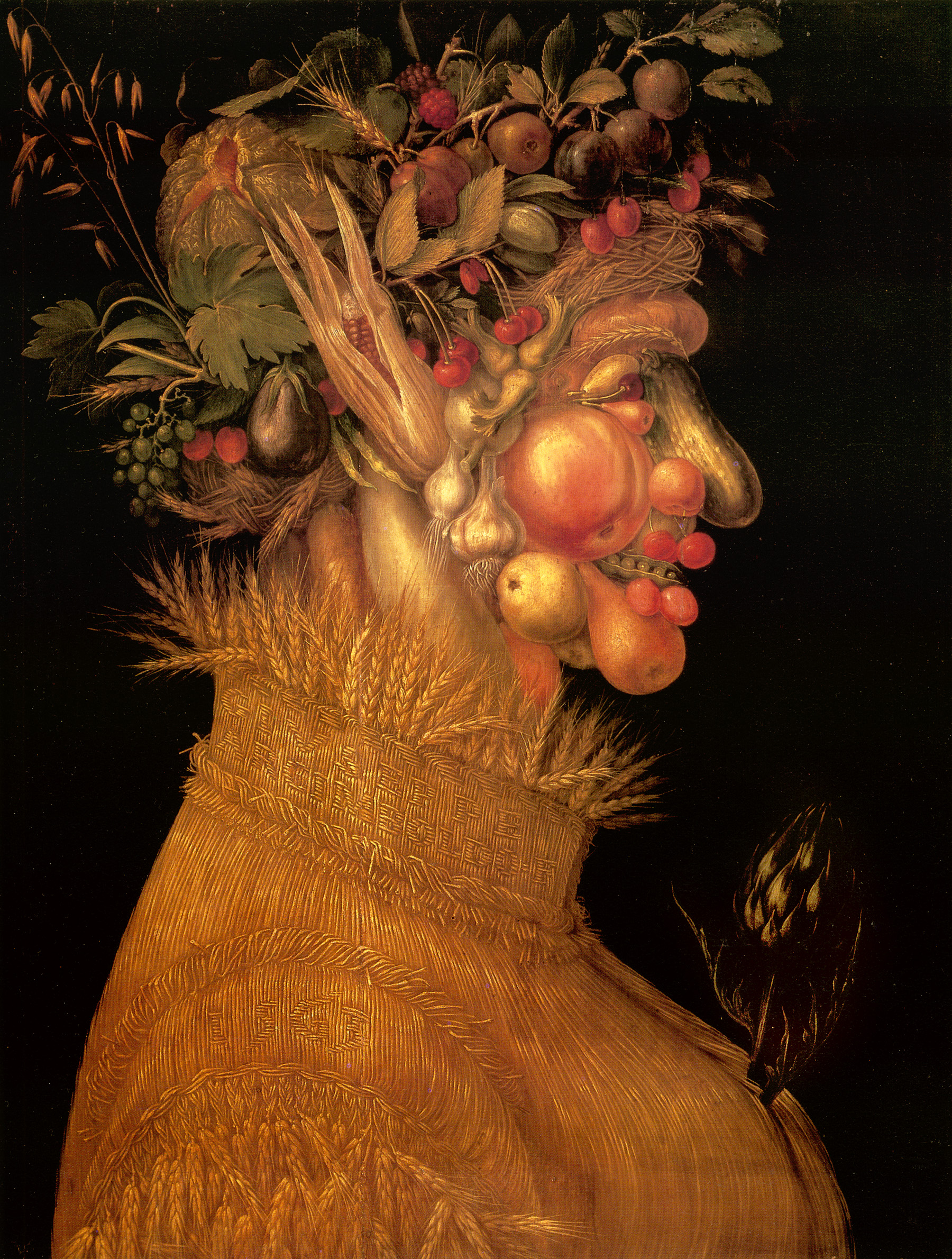
Літо, серія «Пори року»
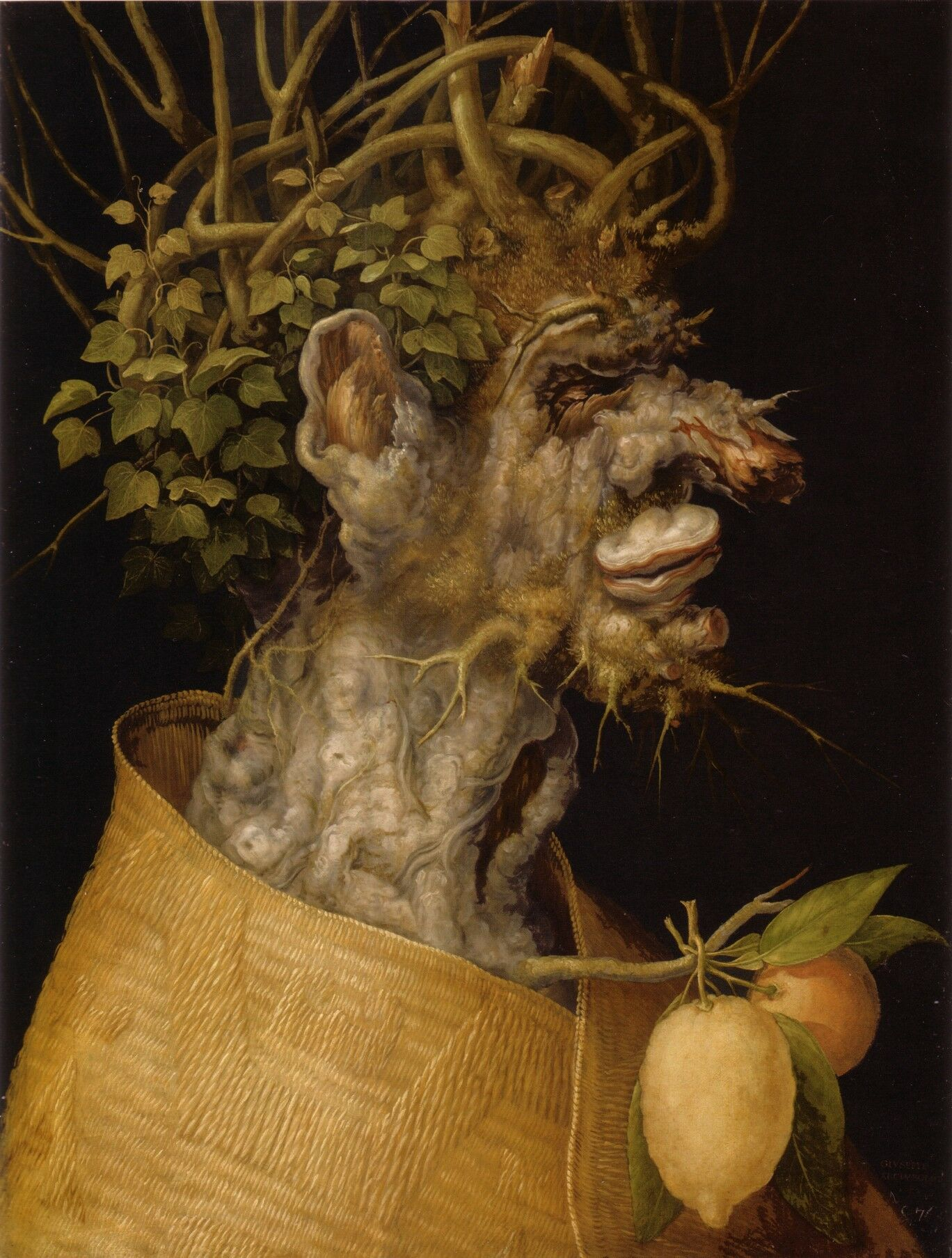
Зима, серія «Пори року»

### Нідерланди, Фландрія, Голландія

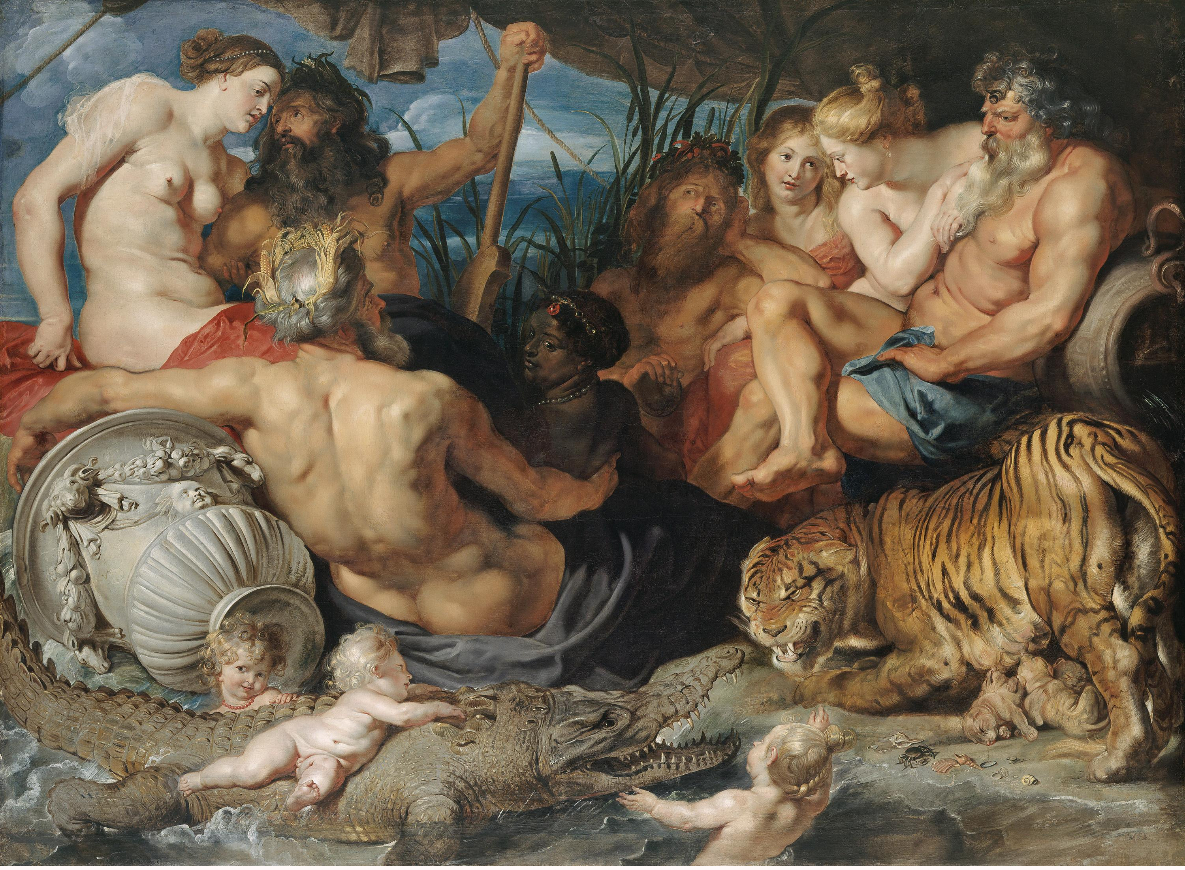
П. П. Рубенс, «Чотири великі річки античності»

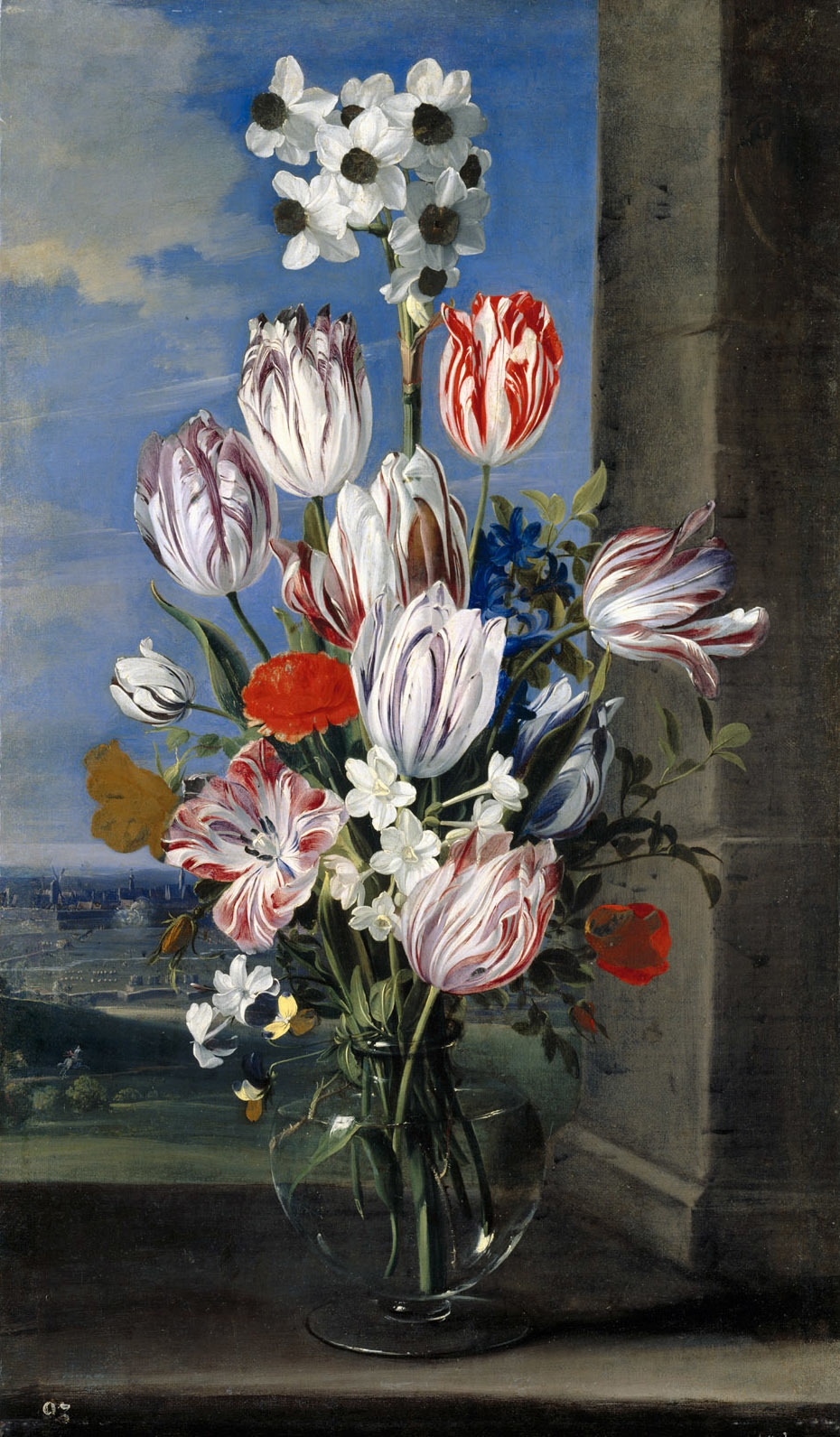
Ян ван ден Геке. «Букет квітів в скляній вазі на тлі пейзажу», Музей історії мистецтв, Відень

Унікальною є і колекція старих майстрів Нідерландів, що має світове значення. В колекції майже без пропусків представлені твори усіх значних митців Нідерландів 15-16 століть, а це
- Ян ван Ейк
- Рогір ван дер Вейден
- Ґертґен тот Сінт Янс
- Босх
- Мабюз
- Ян ван Скорель
- Пітер Брейгель Старший
- Антоніс Мор
- Ян ван ден Хеке
- Бонавентура Пітерс старший

Мистецтво Фландрії репрезентують оригінали Рубенса, Антоніса ван Дейка, Франса Снейдерса та їх сучасників. Серед майстрів Голландії 17 століття — декілька картин Рембрандта.

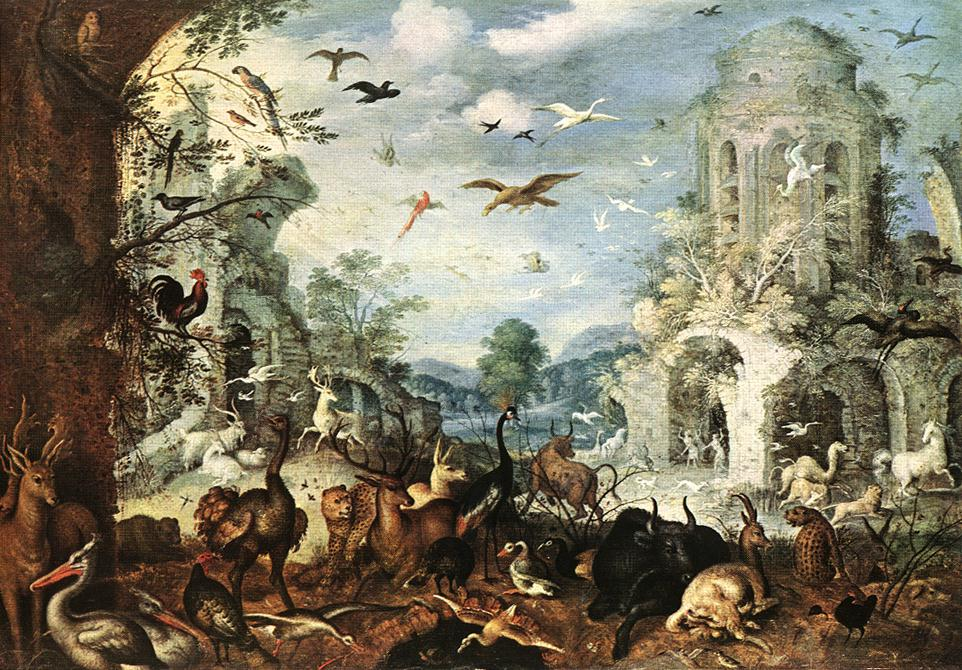
Рулант Саверей. «Вигаданий пейзаж з тваринами», бл. 1629 р.
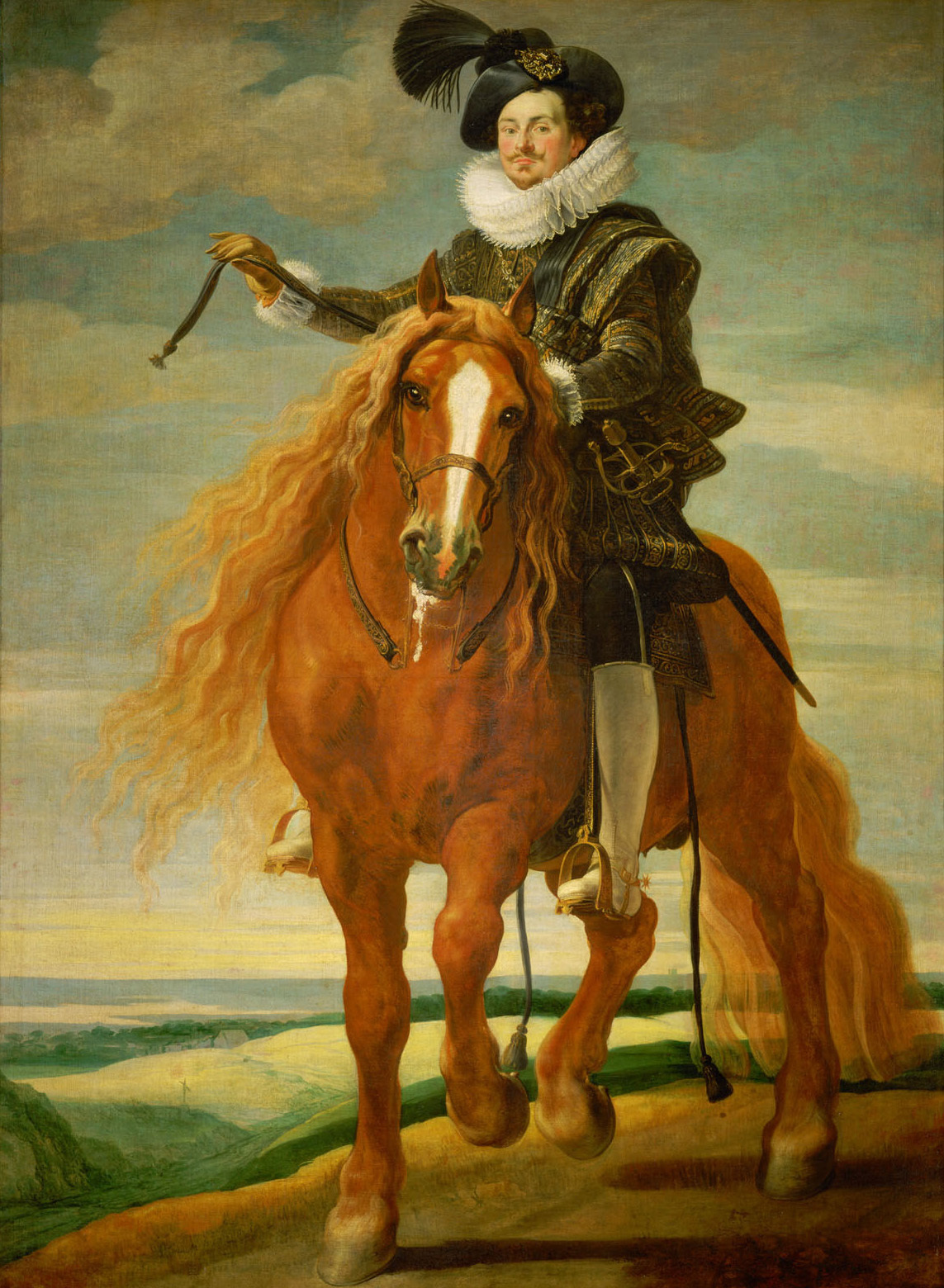
Гаспар де Крайєр. «Кінний портрет маркіза де Леганес», до 1628 року. Музей історії мистецтв, Відень
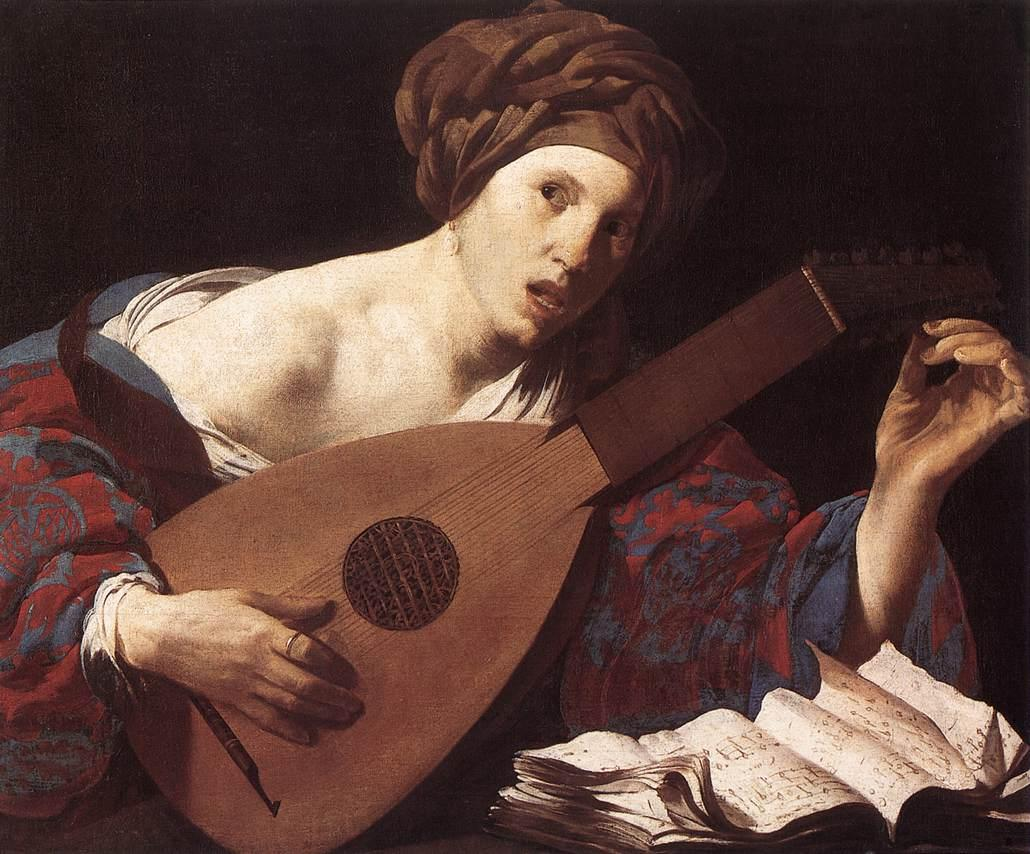
Гендрік Тербрюгген. «Музикантша з лютнею», до 1626 року.
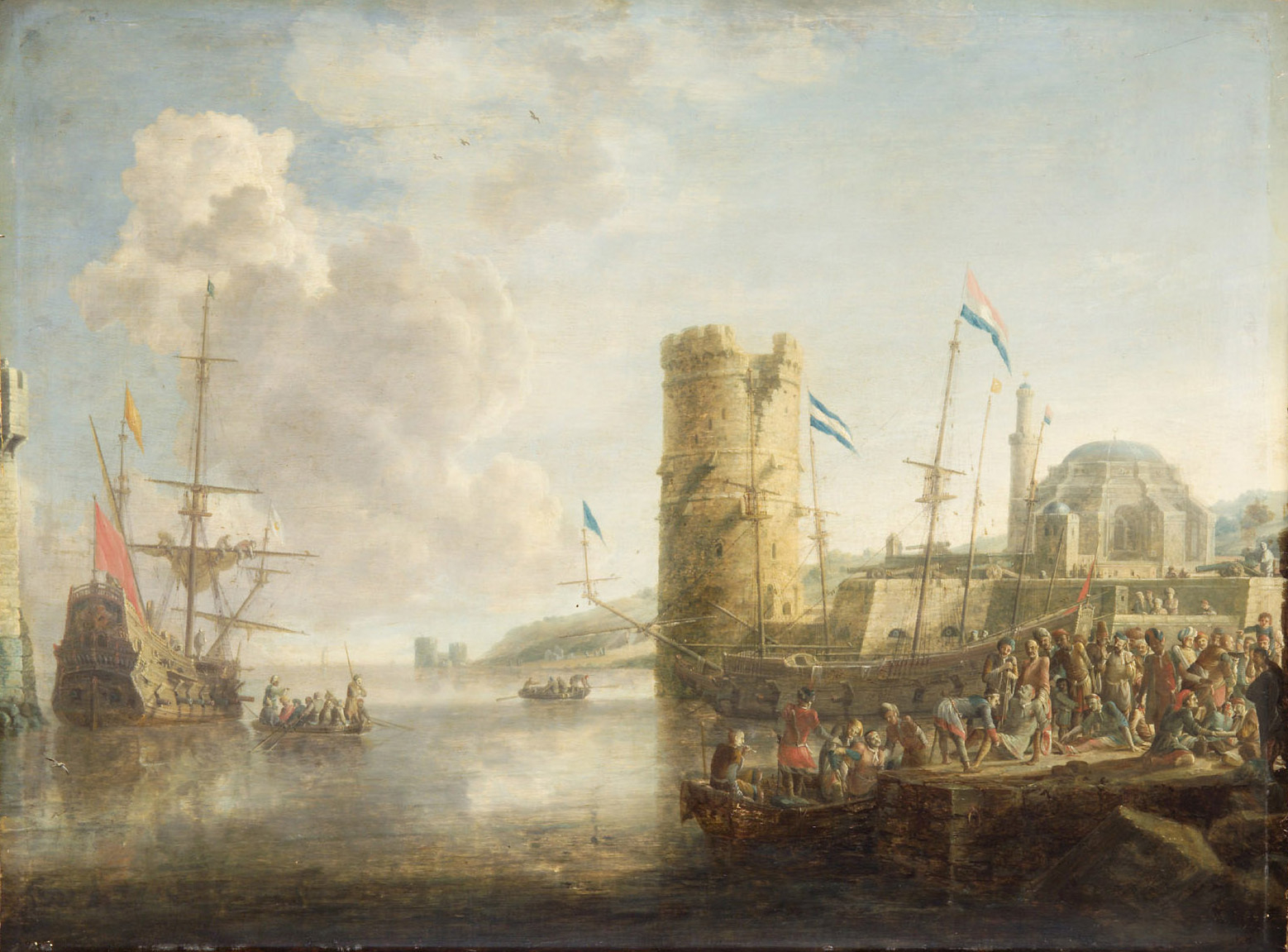
Бонавентура Пітерс старший. «Порт мусульманської країни», 1641 р., Музей історії мистецтв, Відень
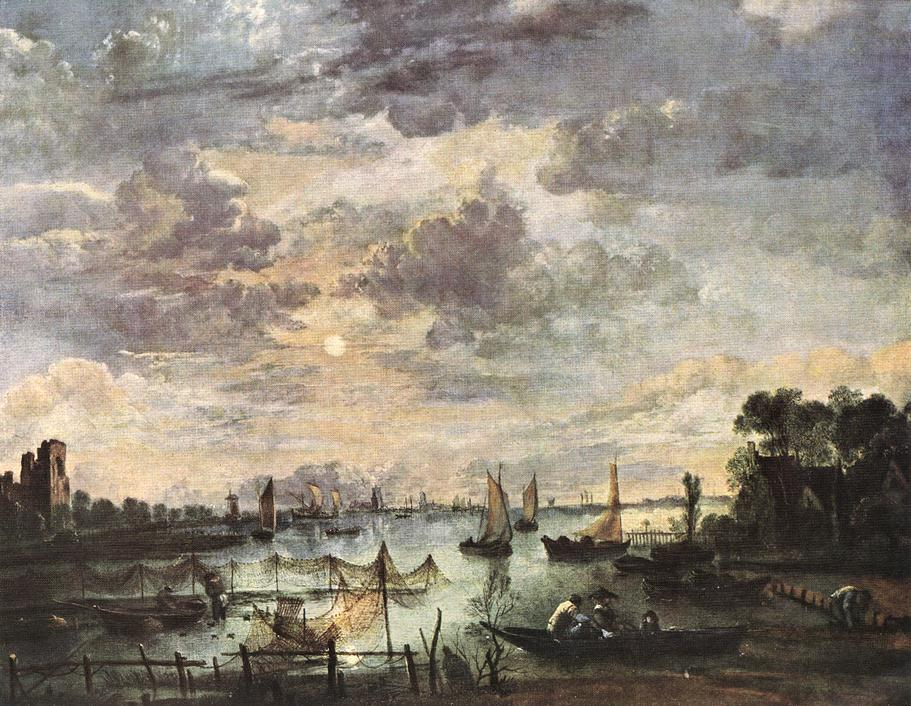
Арт ван дер Нер. «Рибалки при місячному освітленні», перша половина 17 ст.

### Реорганізації
Австрія давно втратила статус супердержави, але втримала статус великої країни європейської культури. Декілька міст сучасної Австрії були вже так званими Культурними столицями Європи на один рік (Зальцбург, Ґрац). Організація нових музейних закладів та реконструкції давніх — підтримують цей імідж та роблять сучасну Австрію туристично привабливою. Саме на це спрямовані реставрації в австрійських замках (Замок Шлосс Хоф), придбання нових картин, реконструкції у Художньо-історичному музеї.
Ще у 1956 р. з музейної збірки видалили у самостійний відділ майстрів Австрії (Австрійська галерея Бельведер) та твори доби австрійської готики та середньовіччя (Музей австрійської готики). Останній розмістили поряд з музеєм бароко в палаці — Нижній Бельведер.

### Особливості показу
Художньо-історичний музей має особливості показу картин. Завелику збірку не можна показати повністю. Тому в залах розміщено занадто мало картин, але це значущі твори чи то окремого майстра, чи то мистецького періоду. Багатьох творів, відомих за альбомами та каталогами, в музейній експозиції нема. Їх можна побачити лише на тимчасових виставках.

## Колекції
Окрім основних зібрань Музею історії мистецтв також підпорядковуються театральний музей у Пале Лобковіц, музей карет у палаці Шенбрунн, храм Тесея у Фольксгартені, імператорська скарбниця у Гофбурзі, етнологічний музей і замок Амбрас у Тіролі.

### Музей історії мистецтв (головна будівля)
- Картинна галерея
- Колекція Єгипту та Близького Сходу
- Колекція грецьких та римських старожитностей
- Кунсткамера
- Нумізматичний кабінет
- Наукова бібліотека

### Нойє-Бург
- Музей Ефеса

### Гофбург
- Імператорська скарбниця

### Палац Шенбрунн
- Музей карет

### Замок Амбрас
- Колекція замку Амбрас

## Галерея

### Мистецтво Стародавнього Єгипту

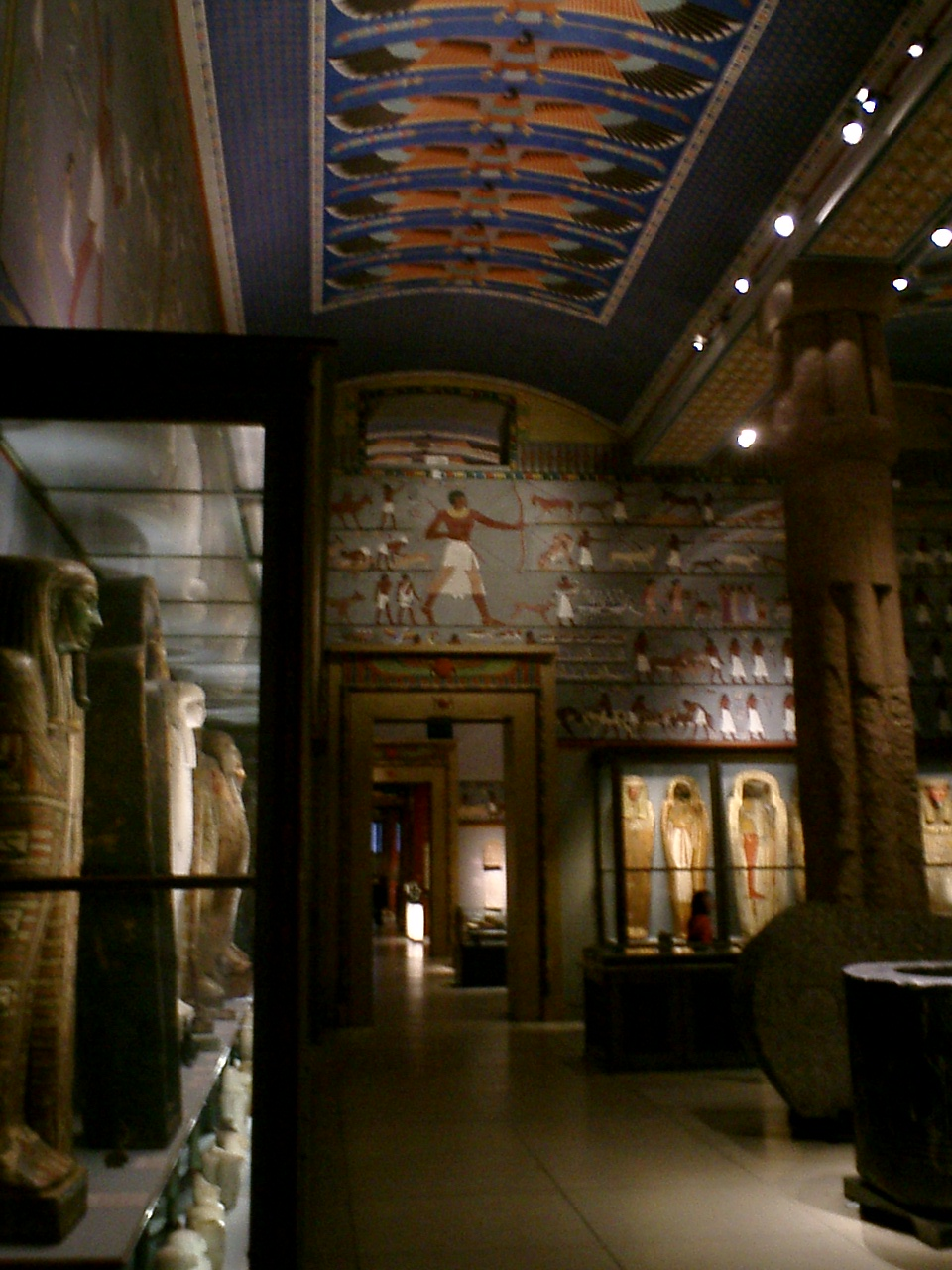
Одна з зал експозиціїМумії стародавнього ЦарстваФрагмент стели з портретом
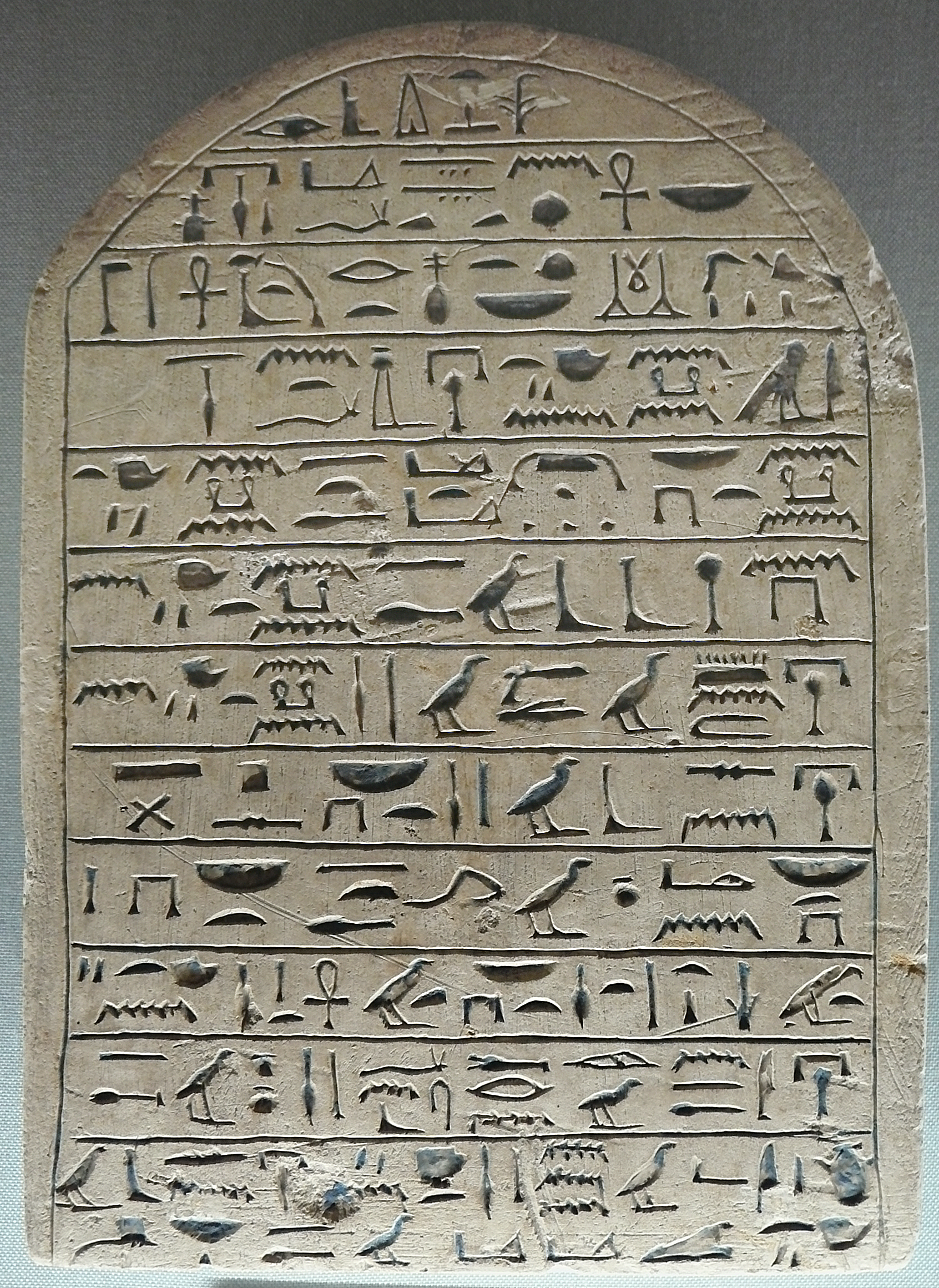
Стела з написом
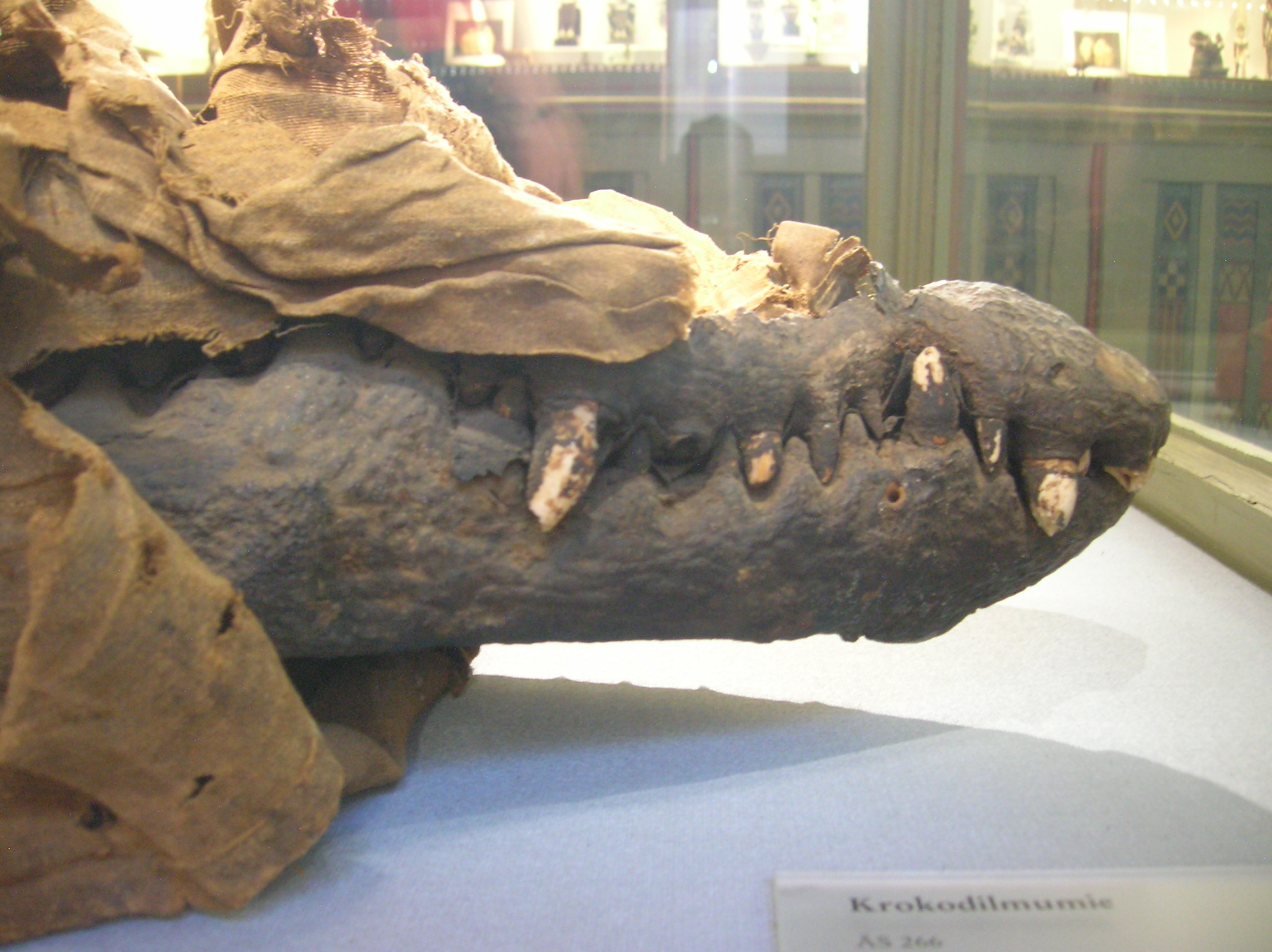
Мумія крокодила
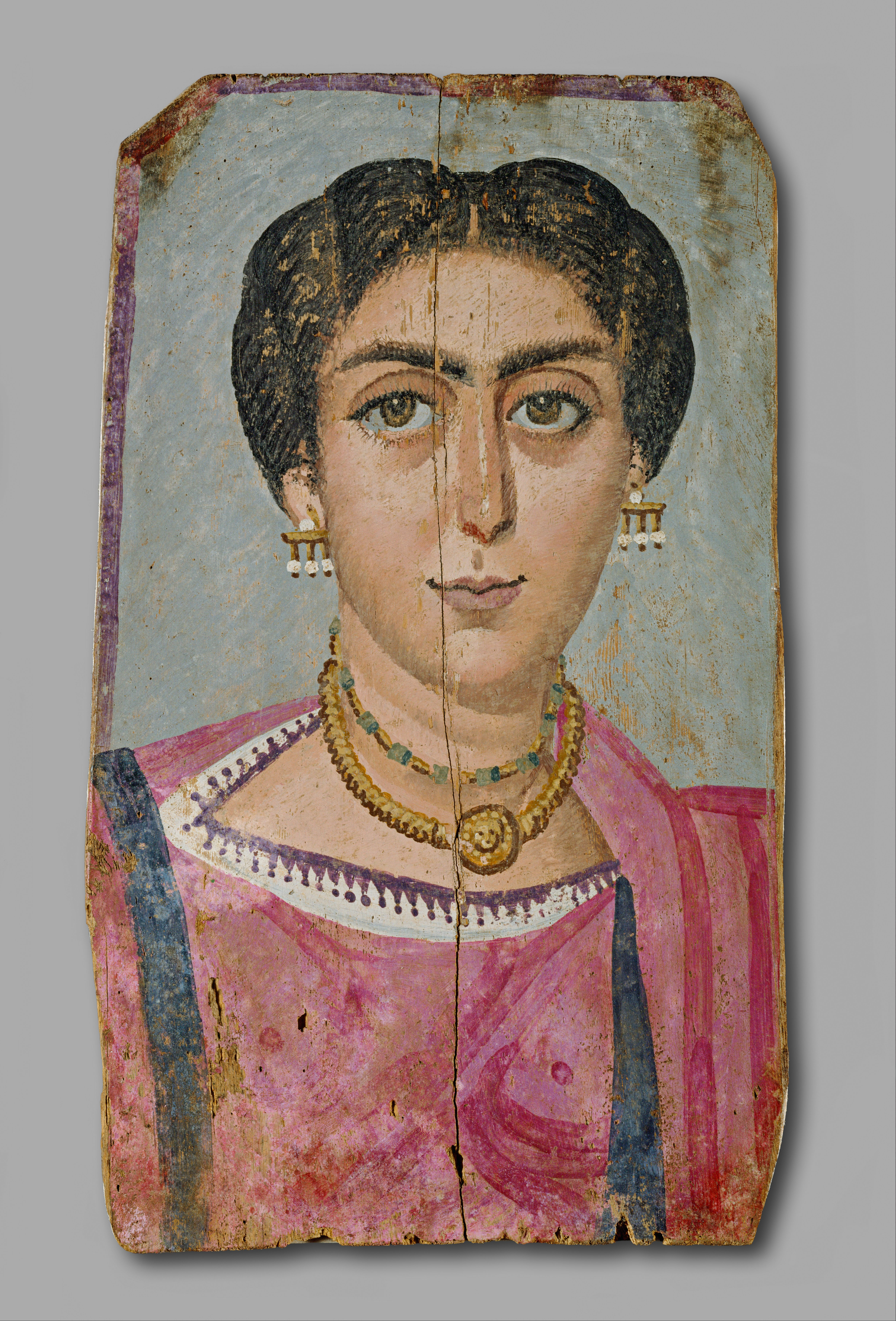
Фаюмський портрет «Жінка з намистом», 161—191 рр.

### Відділ античного мистецтва

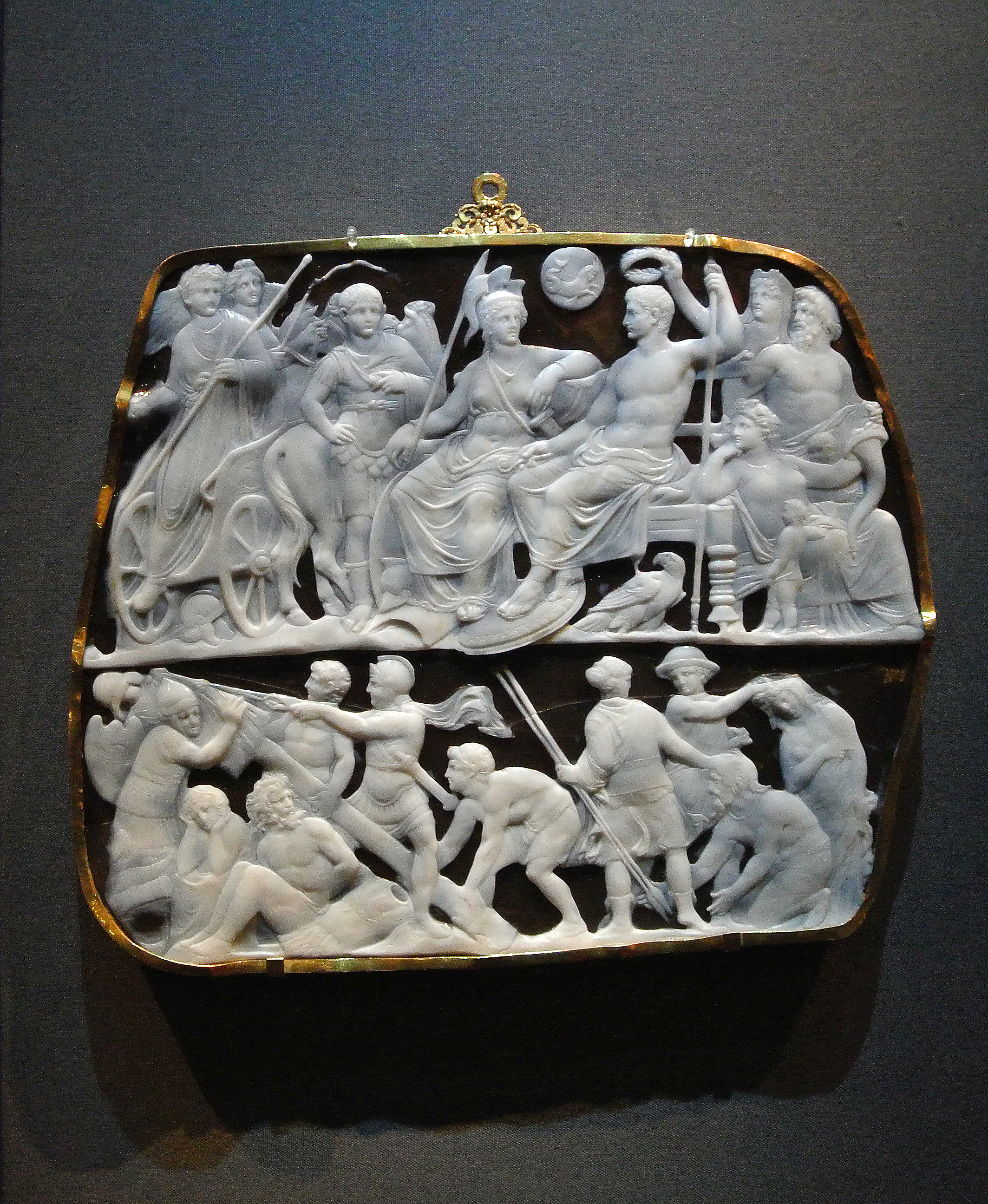
Погруддя Марка АвреліяПогруддя молодого римлянина«Гема Августа», 9—12 рр. н.е., камея із сардонікса
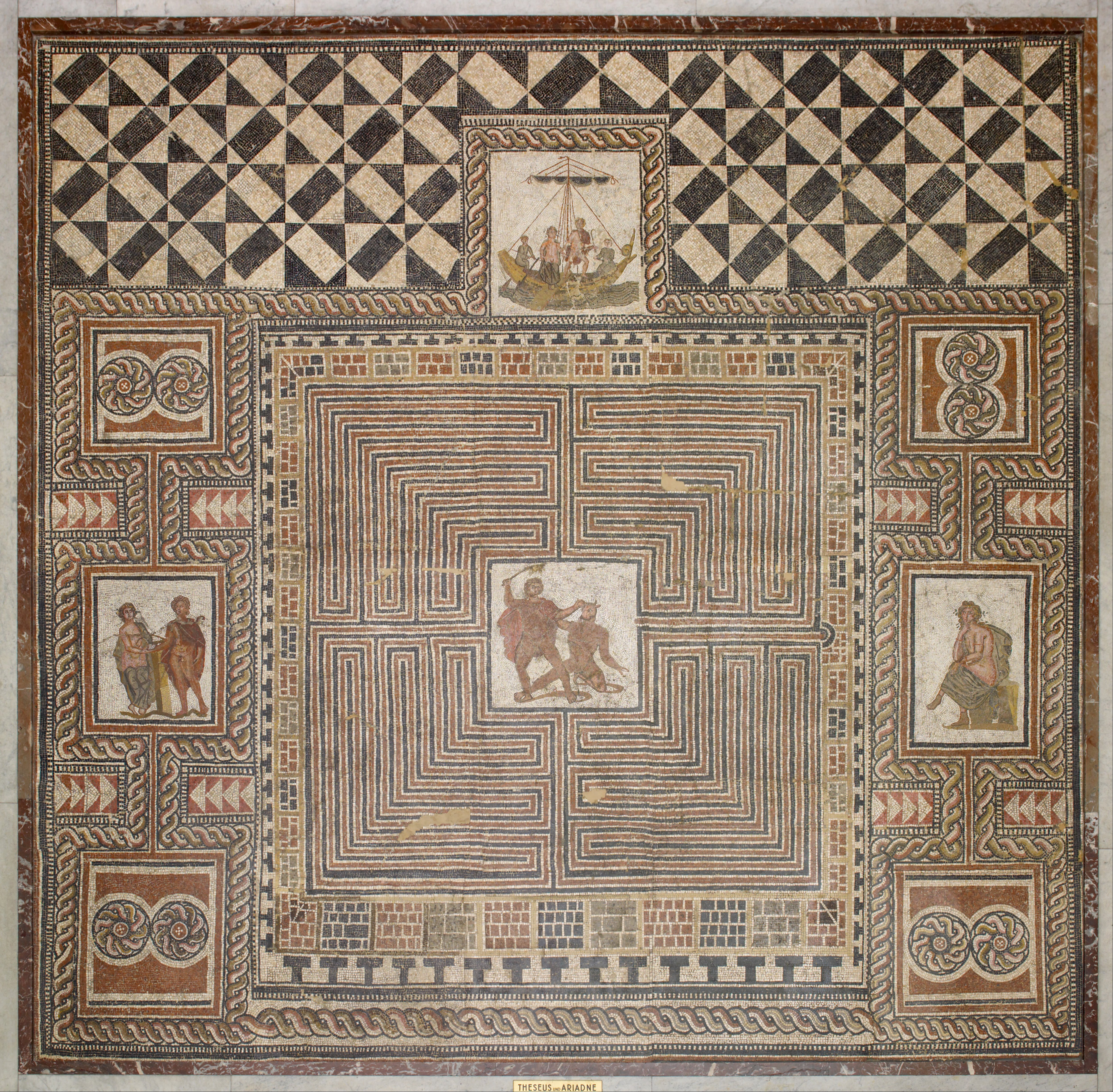
Мозаїка Тесея, IV ст.
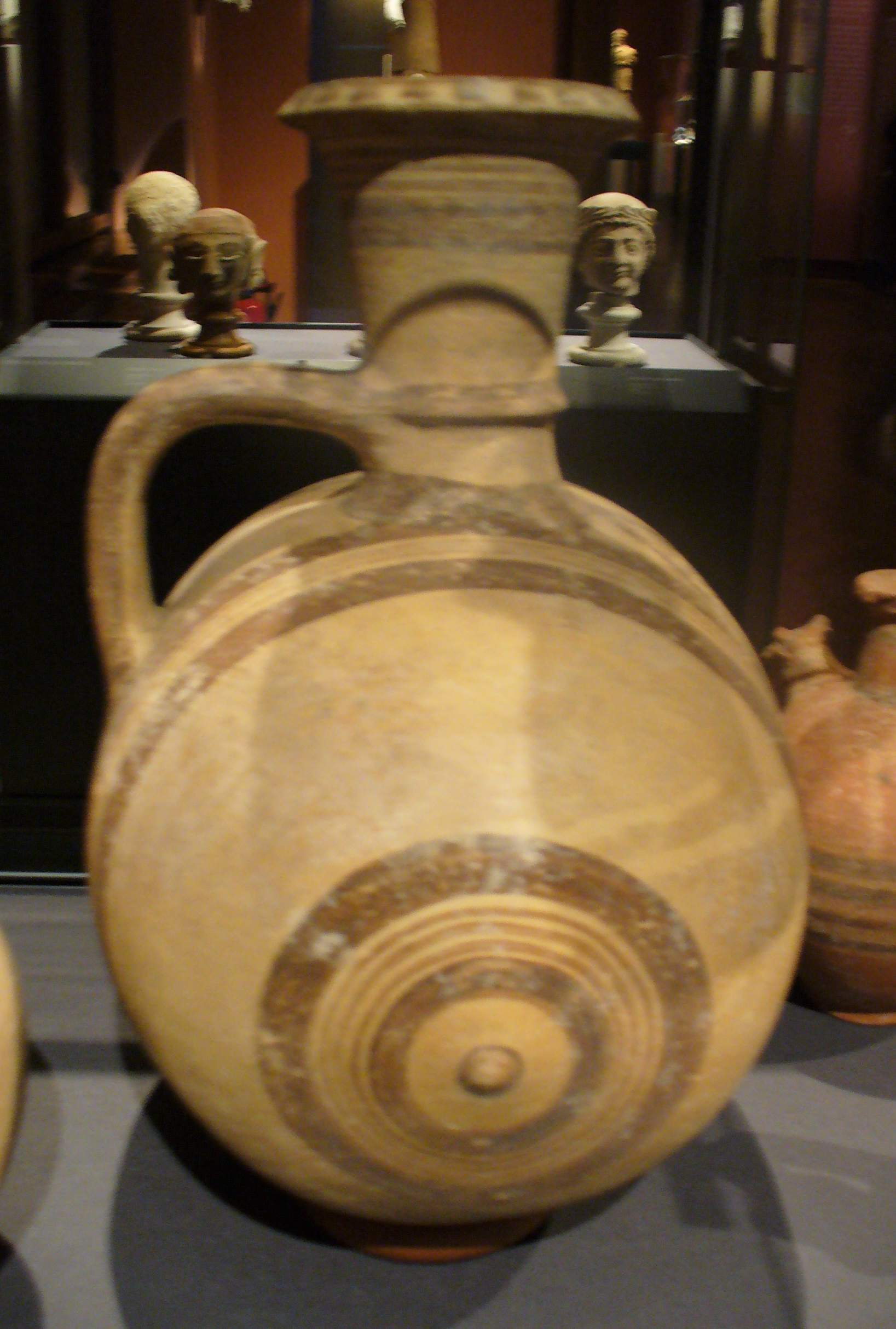
Геометрична гідрія з Кіпру
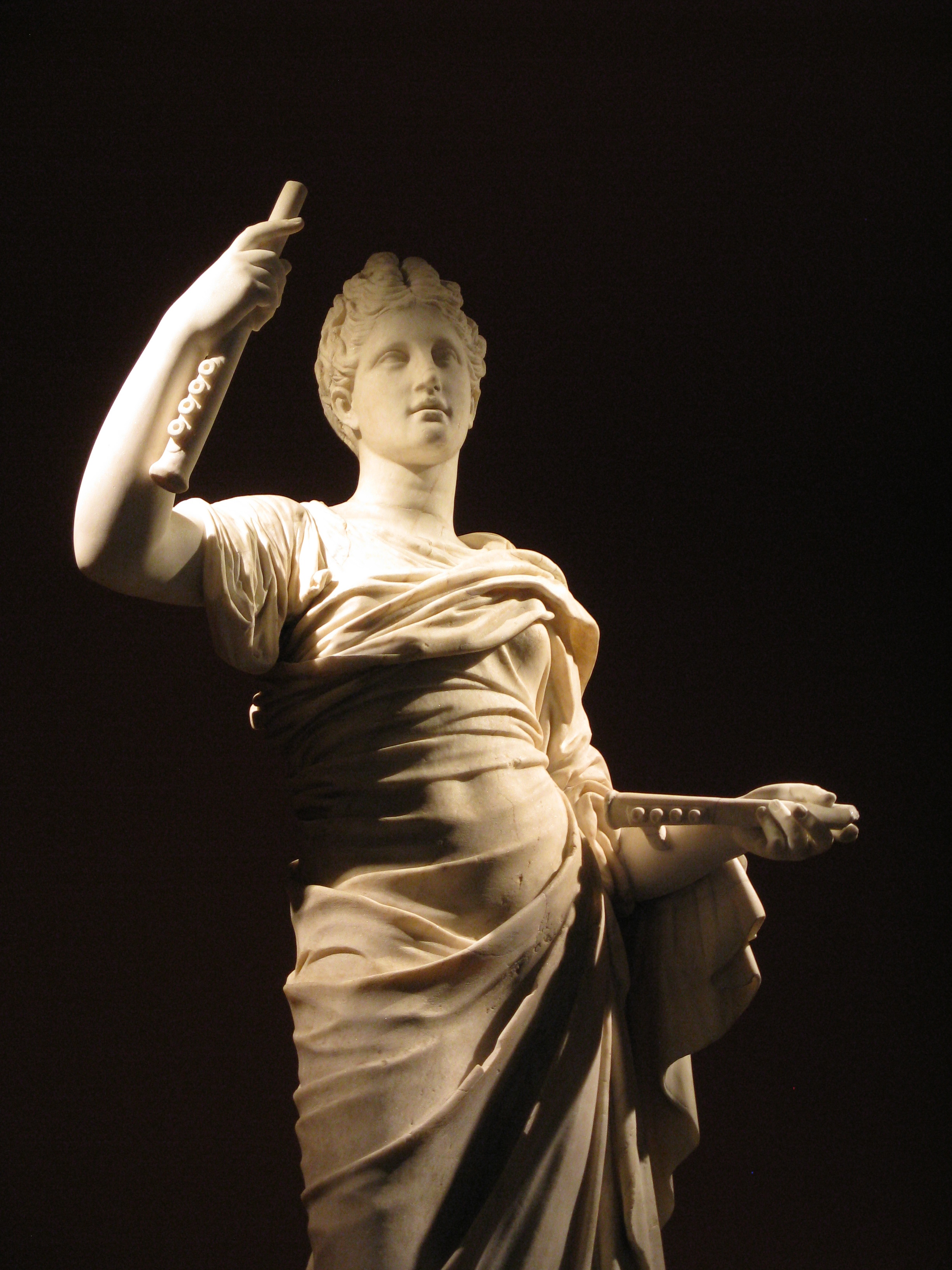
Муза, або Персефона

### Художники Іспанії

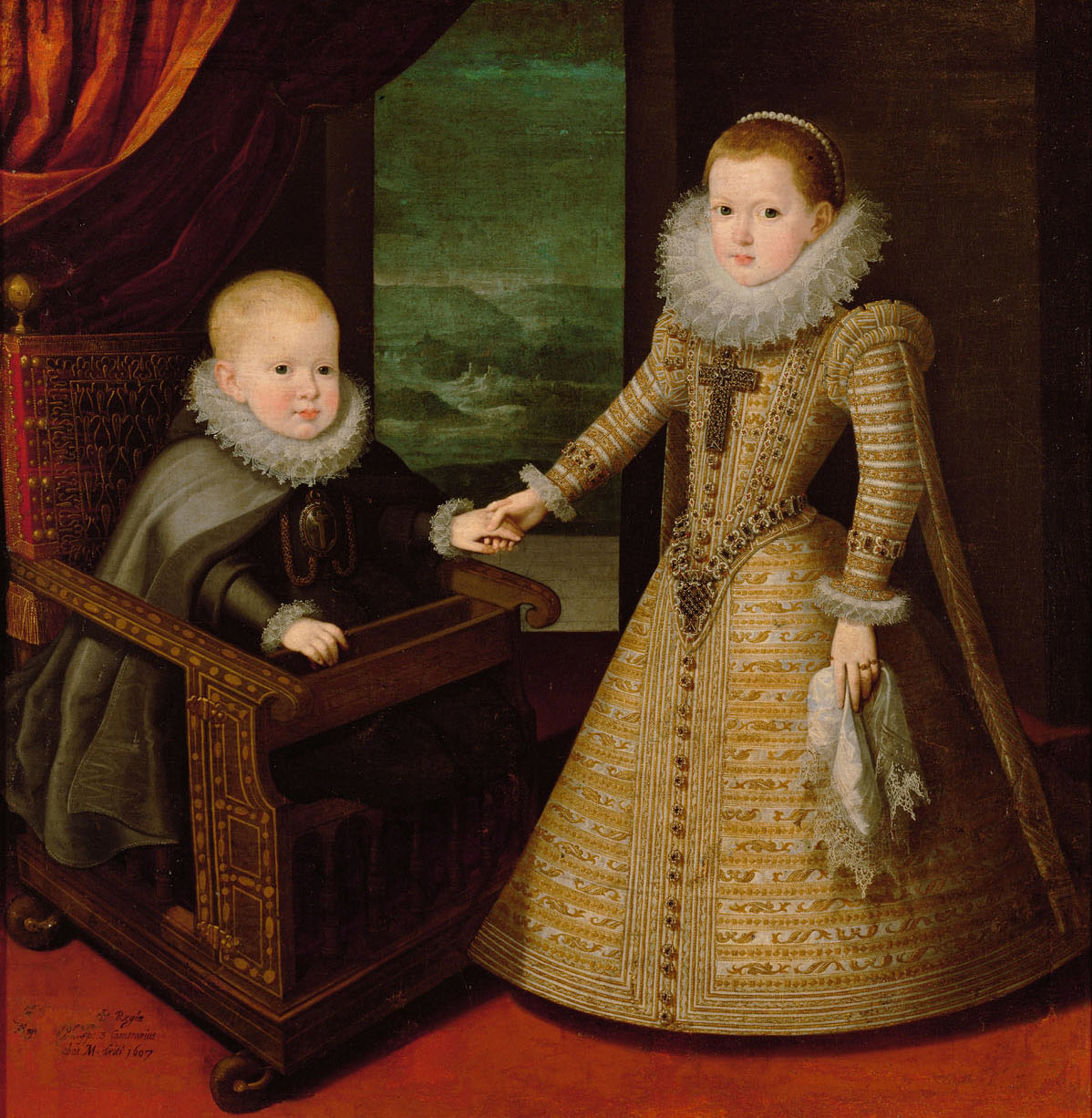
Хуан Пантоха де ла Крус, портрет дітей короля
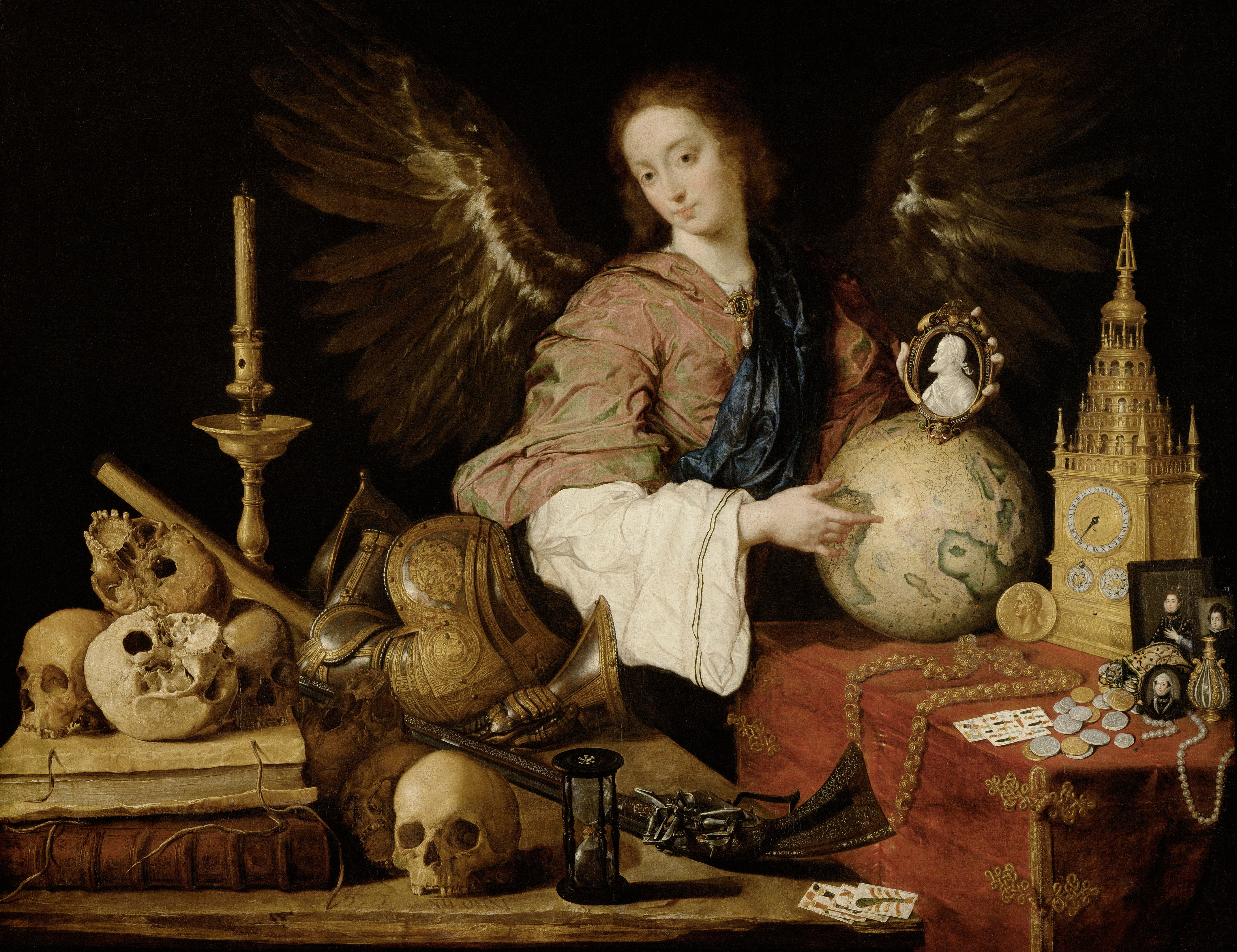
Антоніо Переда, натюрморт «Марнота марнот»
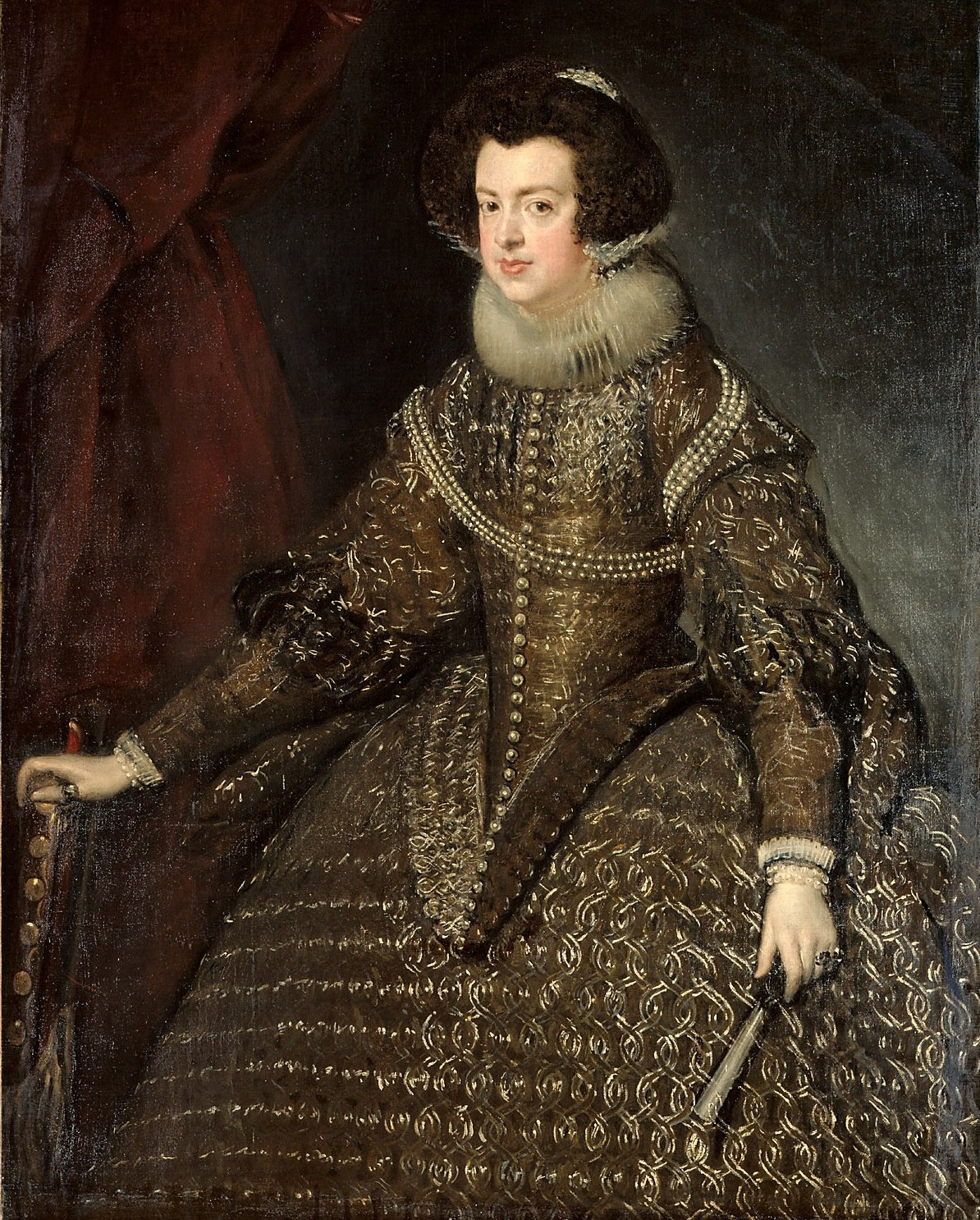
Дієго Веласкес, портрет королеви Ізабелли Іспанської
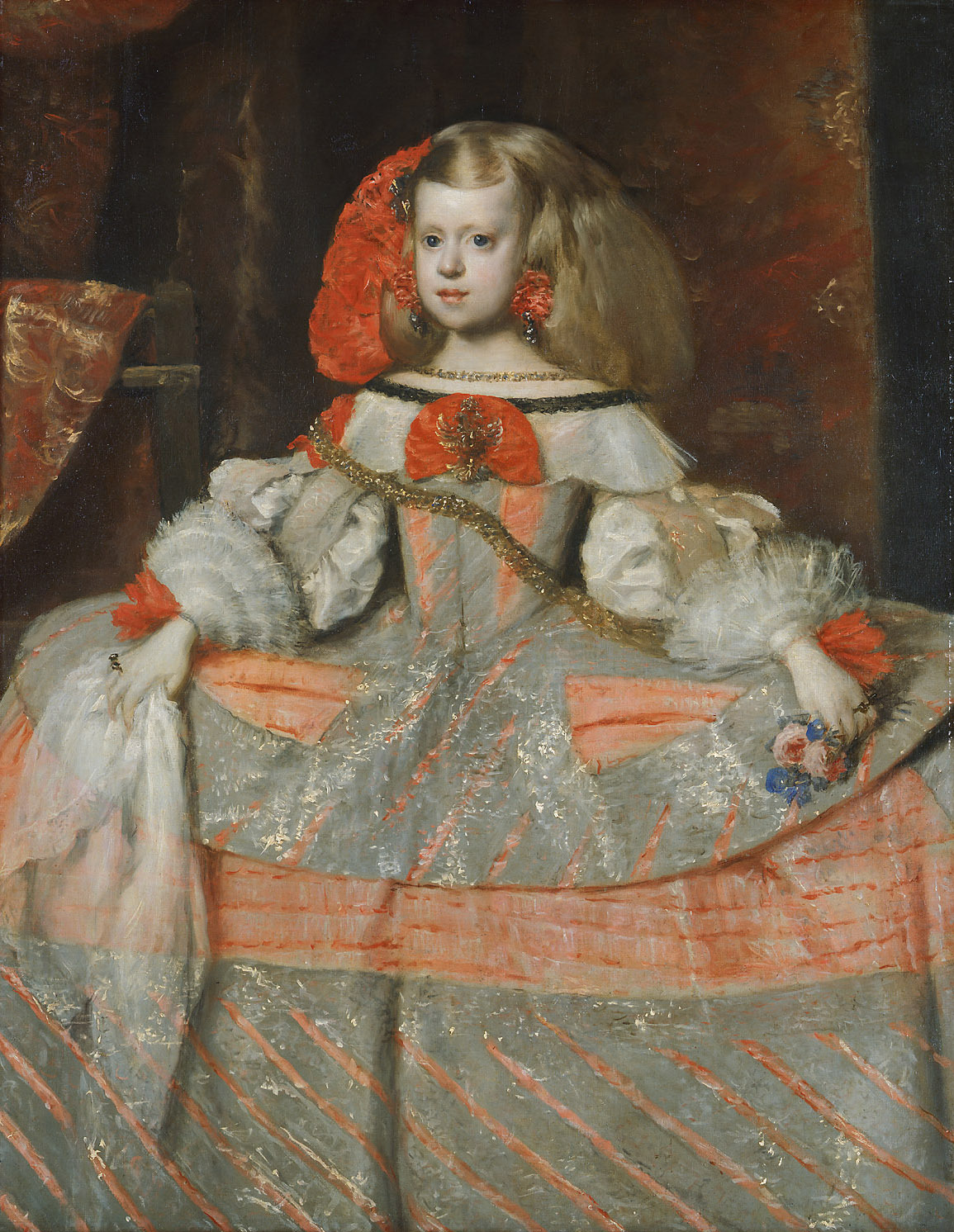
Дієго Веласкес, інфанта Маргарита

### Гобелени

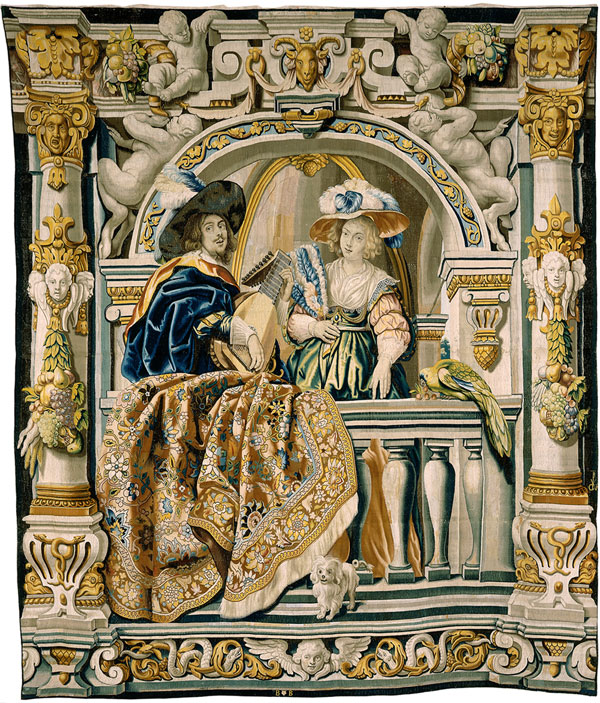
Картон - худ. Якоб Йорданс «Дама та кавалер з лютнею»
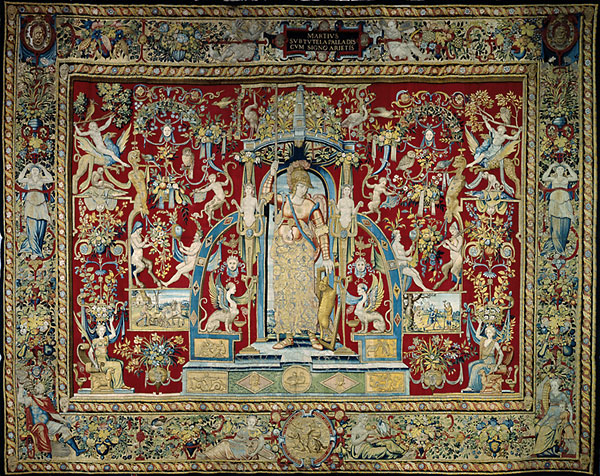
Гобелен із серії «Місяці». Брюссель, Корнеліс де Ронд, середина 16 ст.
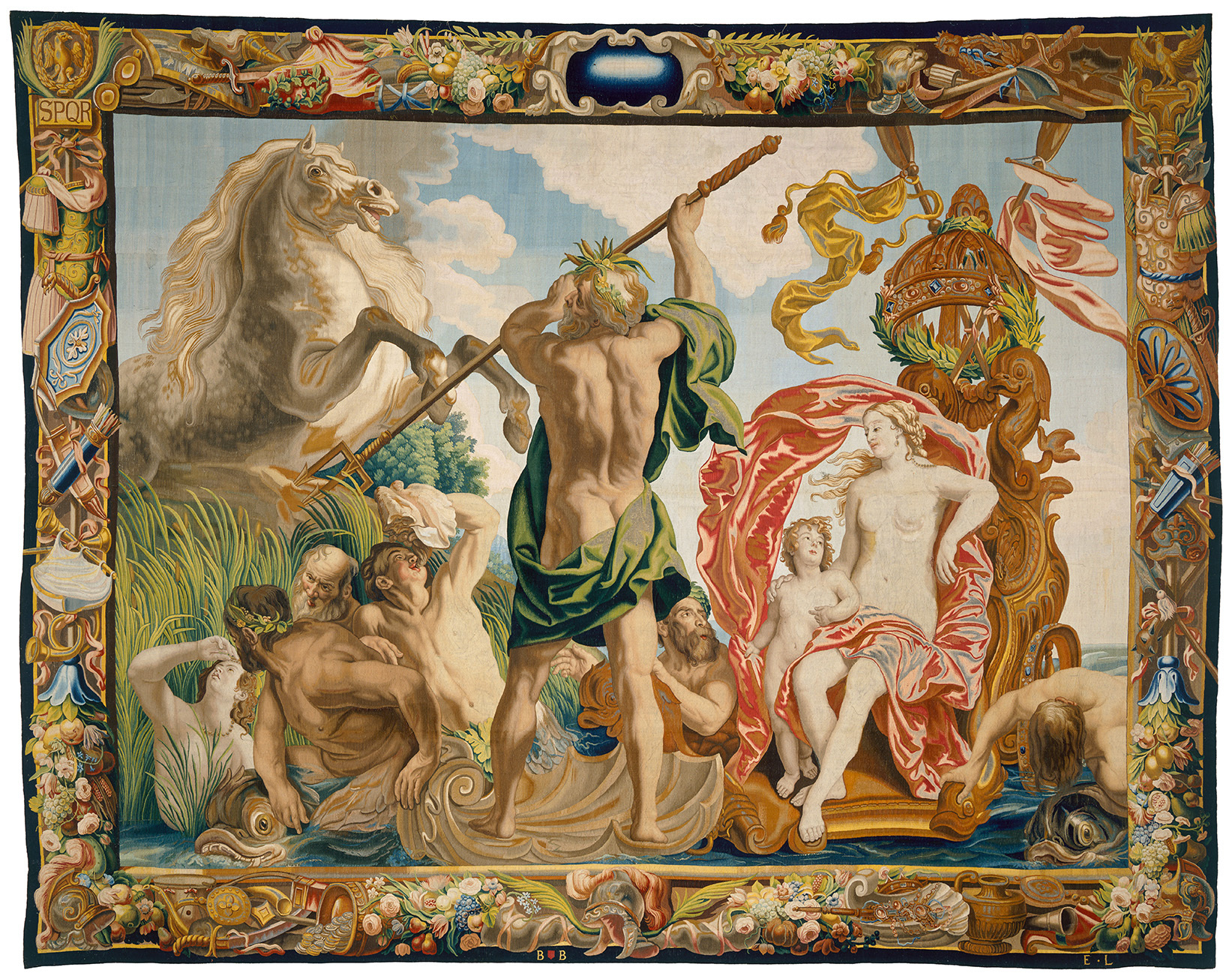
Картон - худ. Якоб Йорданс «Нептун зупиняє коня»

### Західноєвропейська скульптура

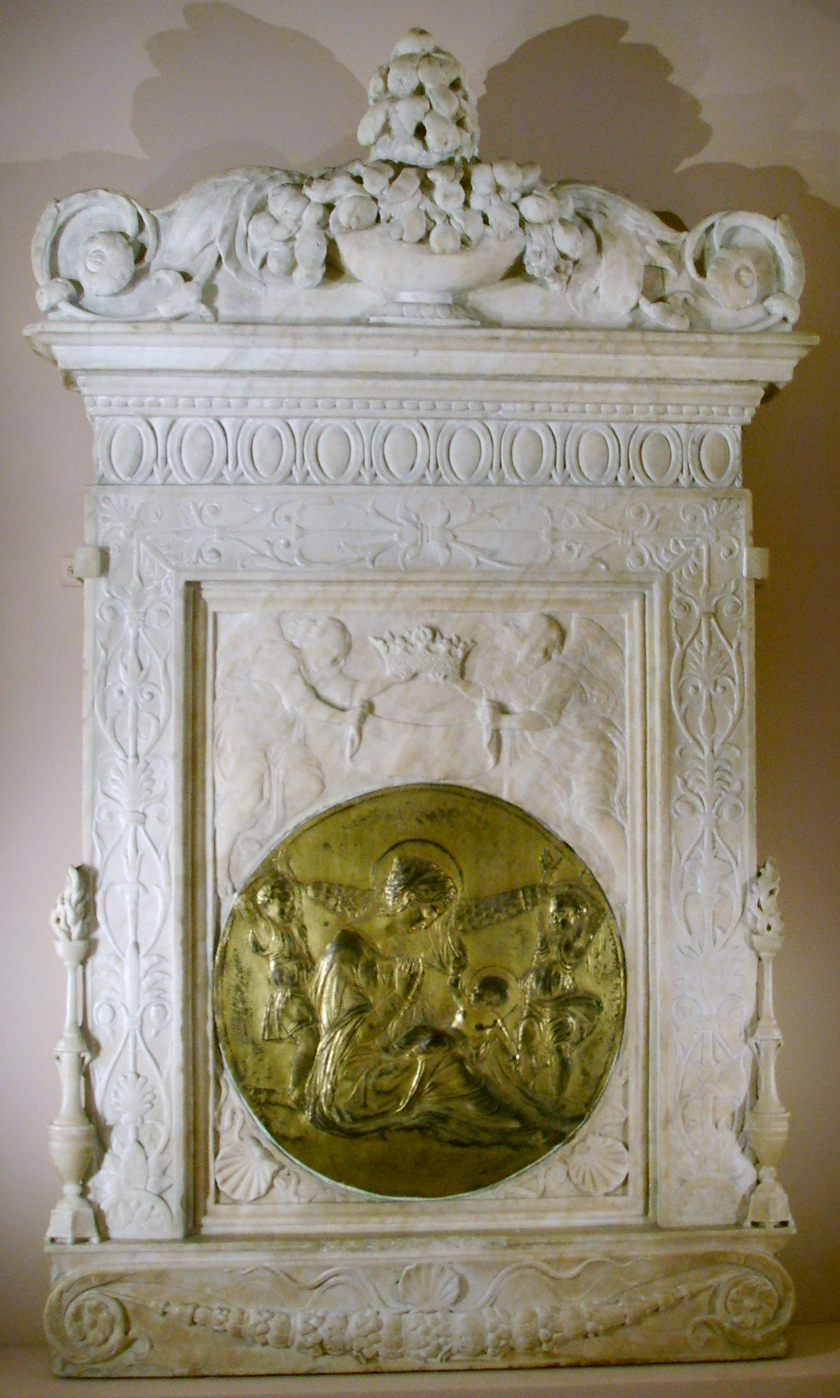
«Мадонна із немовлям», Тондо: Донателло (приписується), бл. 1443. Рама: Дезідеріо да Сеттіньяно, бл. 1445.
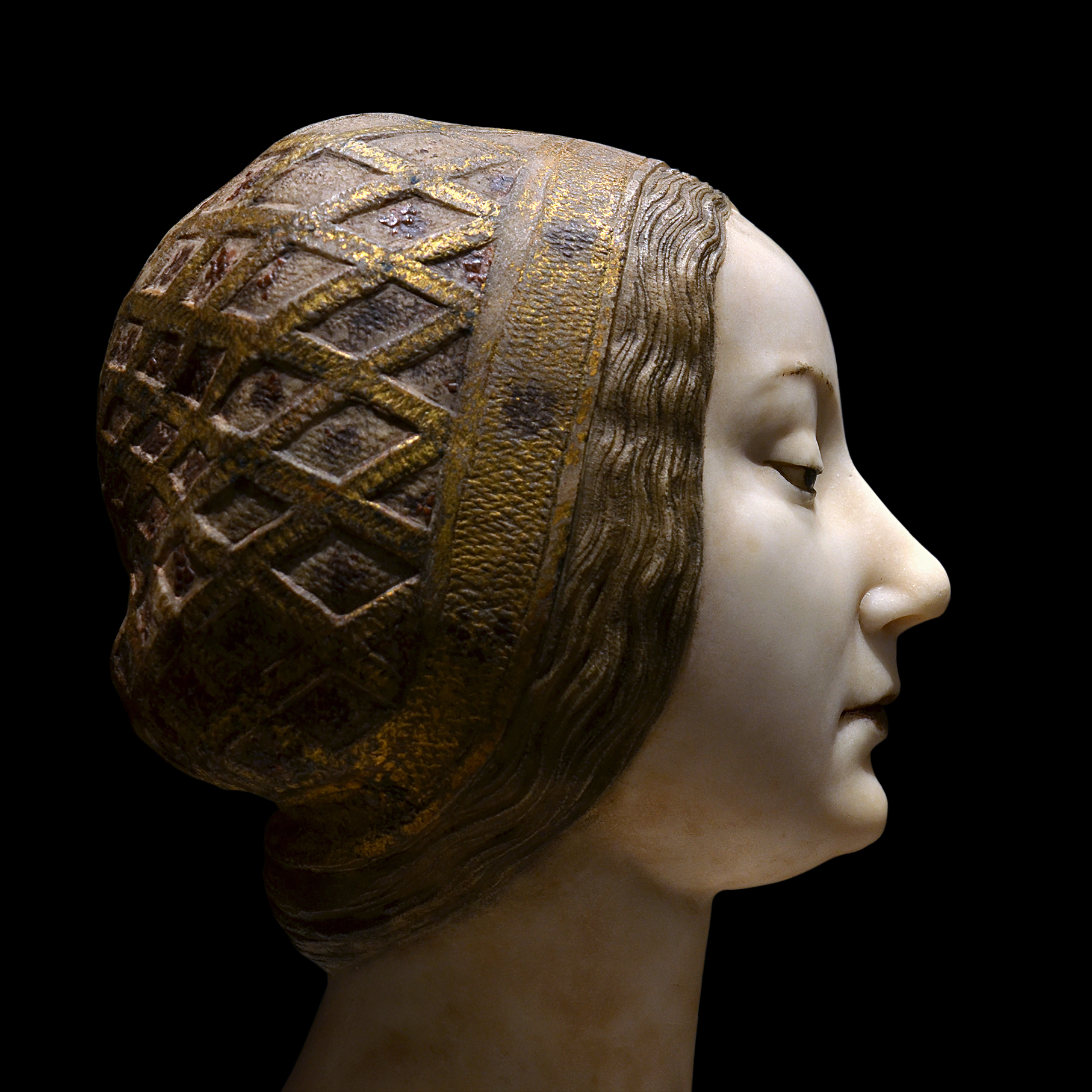
Франческо Лаурана. «Жіноче погруддя», бл. 1490
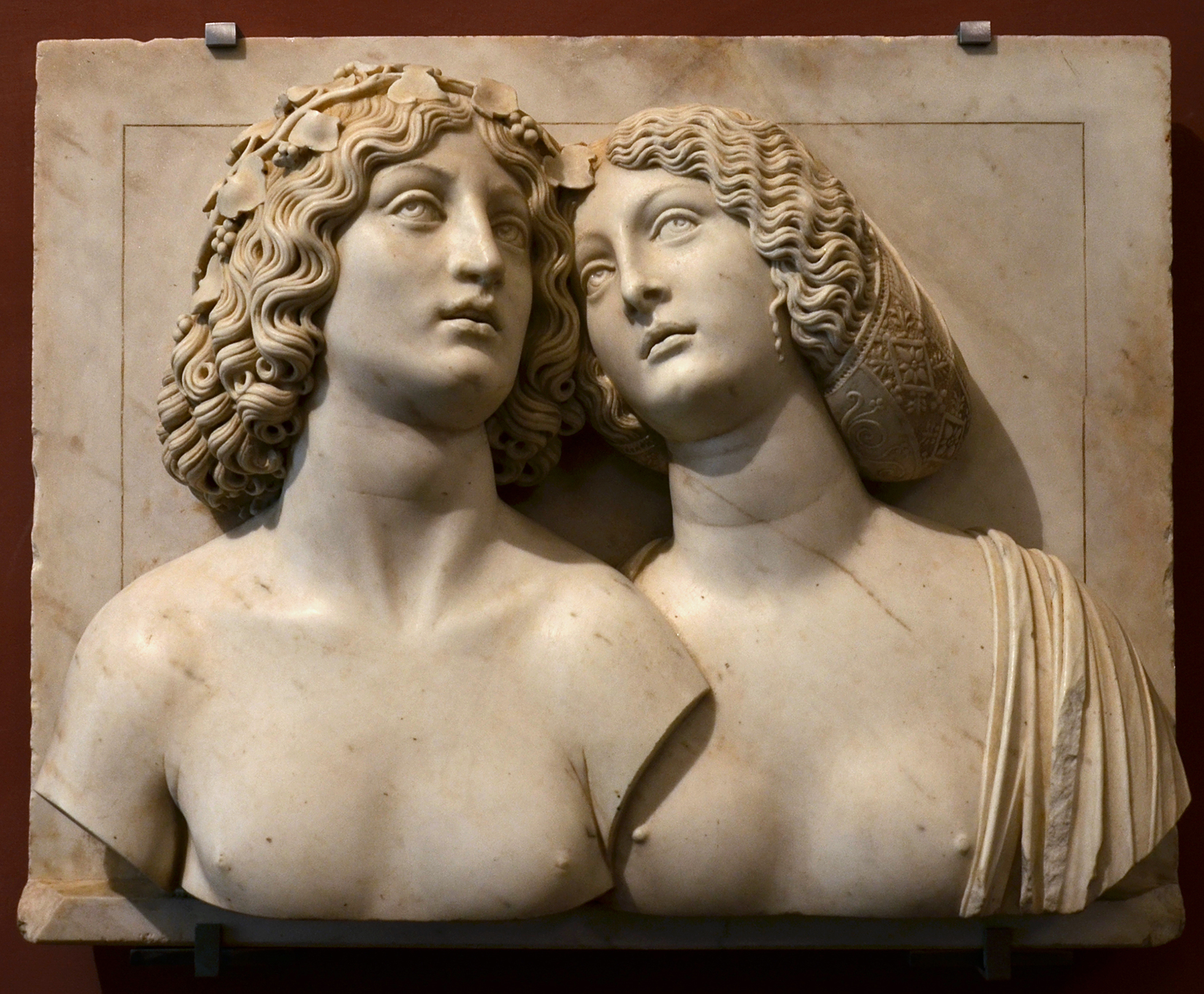
Тулліо Ломбардо. «Поет, що співає пісню своїй коханій», бл. 1505/1510
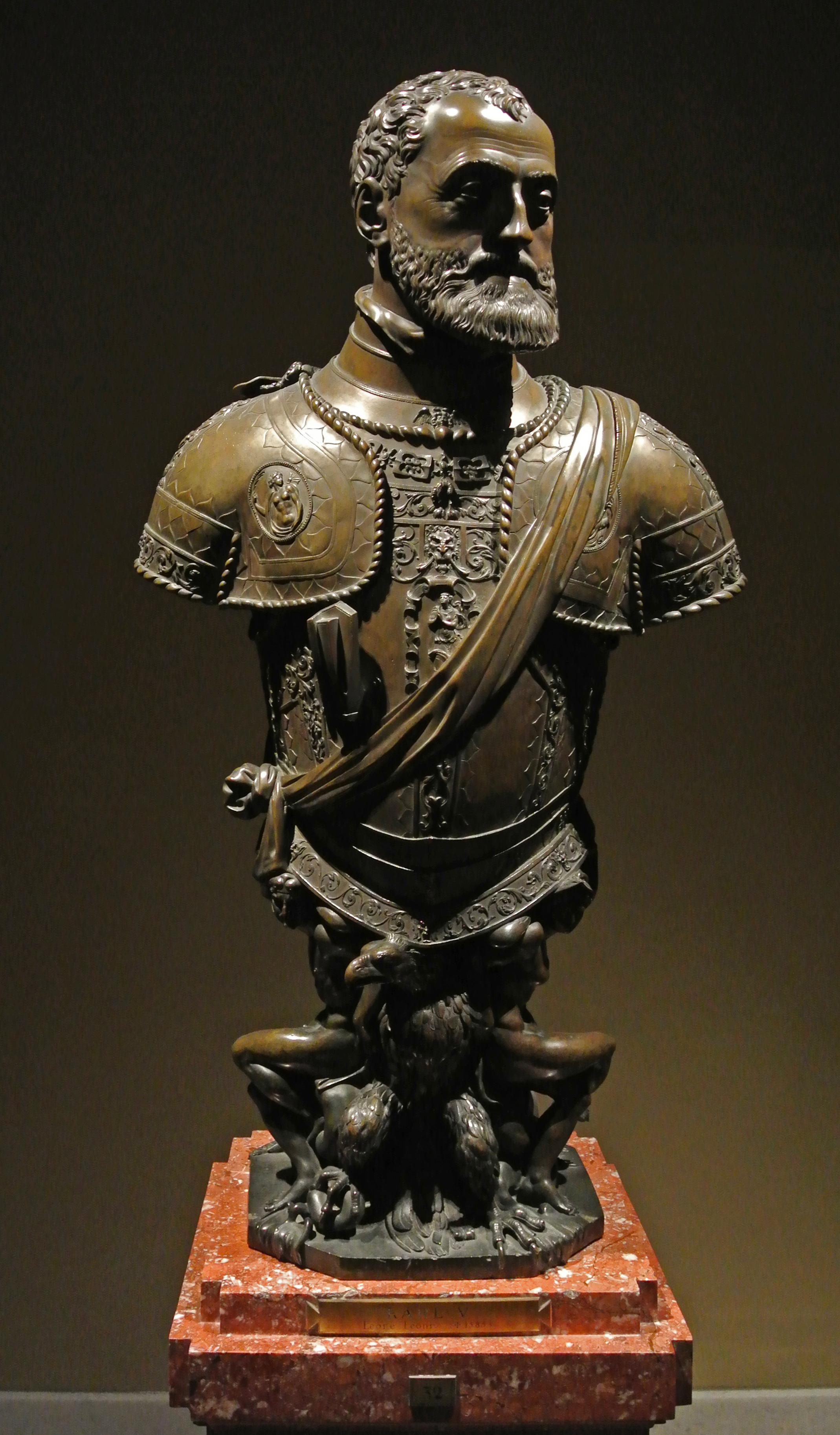
Леоне Леоні. «Погруддя імператора Карла V», бл. 1555.